# 인공지능의 응용
인공지능은 학습, 추론, 문제 해결, 인식, 의사 결정과 같이 인간 지능과 일반적으로 관련된 작업을 수행하는 전산 시스템의 능력이다. 인공지능(AI)은 산업 및 학계 전반의 응용 분야에 사용되어 왔다. 인공지능 분야 내에는 여러 하위 분야가 있다. 기계 학습의 하위 분야는 언어 번역, 이미지 인식, 의사결정, 신용 평가 및 전자 상거래를 포함한 다양한 과학 및 상업적 목적으로 사용되어 왔다. 최근 몇 년 동안 생성형 인공지능 분야에서 엄청난 발전이 있었으며, 이는 생성 모델을 사용하여 텍스트, 이미지, 비디오 또는 기타 형태의 데이터를 생산한다. 이 글은 다양한 분야에서 AI의 응용을 설명한다.

## 농업
농업에서 AI는 농부들이 관개, 비료 또는 살충제 처리가 필요한 지역을 식별하여 수확량을 늘리고 효율성을 향상시키는 방법으로 제안되었다. AI는 가축 돼지 울음소리 감정을 분류하고, 온실을 자동화하며, 질병 및 해충을 감지하고, 관개를 최적화하는 데 사용되었다.

## 건축 및 디자인
건축 분야의 AI는 건축가들이 인간의 이해를 넘어선 것을 창조할 수 있는 방법을 만들어냈다. DALL-E 및 스테이블 디퓨전과 같은 기계 학습 텍스트-렌더링 기술을 AI가 구현함으로써 복잡한 시각화가 가능해졌다.
AI는 디자이너가 디자인 과정에서 창의성을 발휘하고 새로운 아이디어를 창조할 수 있도록 한다. 미래에 AI는 건축가를 대체하지 않을 것이며, 대신 아이디어 스케치를 번역하는 속도를 향상시킬 것이다.

## 비즈니스

### 콘텐츠 추출
광학 문자 인식기는 송장 및 영수증과 같은 비즈니스 문서에서 데이터를 추출하는 데 사용된다. 또한 고용 계약과 같은 비즈니스 계약 문서에서 고용 조건, 배송 조건, 해지 조항 등과 같은 중요한 데이터를 추출하는 데 사용될 수 있다.

## 컴퓨터 과학

### 프로그래밍 지원

#### AI 기반 코드 지원 도구
AI는 실시간 코드 완성, 채팅 및 자동화된 테스트 생성에 사용될 수 있다. 이러한 도구는 일반적으로 플러그인 형태로 편집기 및 IDE에 통합된다. 기능, 품질, 속도 및 개인 정보 보호 접근 방식이 다르다. 코드 제안이 부정확할 수 있으므로 소프트웨어 개발자는 이를 수락하기 전에 신중하게 검토해야 한다. 깃허브 코파일럿이 한 가지 예이다. 이는 깃허브와 오픈AI가 개발했으며 여러 프로그래밍 언어로 코드를 자동 완성할 수 있다.

#### 신경망 설계
AI는 다른 AI를 만드는 데 사용될 수 있다. 예를 들어, 2017년 11월경 구글의 AutoML 프로젝트는 새로운 신경망 토폴로지를 진화시키기 위해 이미지넷과 POCO F1에 최적화된 시스템인 NASNet을 만들었다. NASNet의 성능은 이전에 발표된 이미지넷의 모든 성능을 능가했다.

#### 양자 컴퓨팅
기계 학습은 양자 기술의 잡음 제거에 사용되어 왔으며, 여기에는 양자 센서도 포함된다. 또한 기계 학습 알고리즘과 양자 컴퓨터를 사용하는 것에 대한 상당한 연구 개발이 진행 중이다. 예를 들어, 신경형태 (양자) 컴퓨터(NC)/인공 신경망 및 NC를 사용하는 양자 재료와 관련하여 잠재적인 신경형태 컴퓨팅 관련 응용 프로그램이 다양한 프로토타입 광자 양자 멤리스터 장치가 있으며, 양자 기계 학습은 다양한 응용 분야가 개발 중인 분야이다. AI는 양자 시뮬레이터에 사용될 수 있으며, 이는 물리학 및 화학 문제 해결뿐만 아니라 AI 응용 프로그램을 위한 신경망 훈련을 위한 양자 어닐링에도 사용될 수 있다. 화학 분야, 예를 들어 약물 발견, 그리고 재료 과학 분야, 예를 들어 재료 최적화/발견 (양자 재료 제조와 관련 있을 수 있음)에서도 유용할 수 있다

### 역사적 기여
AI 연구자들은 컴퓨터 과학에서 가장 어려운 문제를 해결하기 위한 많은 도구를 만들었다. 그들의 발명품 중 다수는 주류 컴퓨터 과학에 채택되어 더 이상 AI로 간주되지 않는다. 다음은 모두 AI 연구실에서 처음 개발된 것이다.
- 시분할 시스템
- 대화형 인터프리터
- 그래픽 사용자 인터페이스 및 마우스
- 고속 응용 프로그램 개발 환경
- 연결 리스트 데이터 구조
- 자동 저장 관리
- 기호 프로그래밍
- 함수형 프로그래밍
- 동적 계획법
- 객체 지향 프로그래밍
- 광학 문자 인식
- 제약 만족 문제

## 고객 서비스

### 인적 자원
AI의 또 다른 응용 분야는 인적 자원이다. AI는 이력서를 스크리닝하고 자격에 따라 후보자를 순위를 매기며, 주어진 역할에서 후보자의 성공을 예측하고, 챗봇을 통해 반복적인 커뮤니케이션 작업을 자동화할 수 있다.

### 구직
AI는 구직자와 채용 담당자 모두에게 채용/구직 과정을 단순화했다. 인디드의 라지 무커지에 따르면, 구직자의 65%는 고용 후 91일 이내에 다시 구직한다. AI 기반 엔진은 직무 기술, 급여, 사용자 경향에 대한 정보를 평가하여 구직자를 가장 적합한 직위에 연결함으로써 구직의 복잡성을 간소화한다. 기계 지능은 적절한 임금을 계산하고 NLP를 사용하여 채용 담당자에게 이력서 정보를 강조 표시하며, 이는 텍스트에서 관련 단어와 구문을 추출한다. 또 다른 응용 프로그램은 5분 만에 이력서를 작성하는 AI 이력서 작성기이다. 챗봇은 웹사이트 방문자를 돕고 워크플로우를 개선한다.

### 온라인 및 전화 고객 서비스

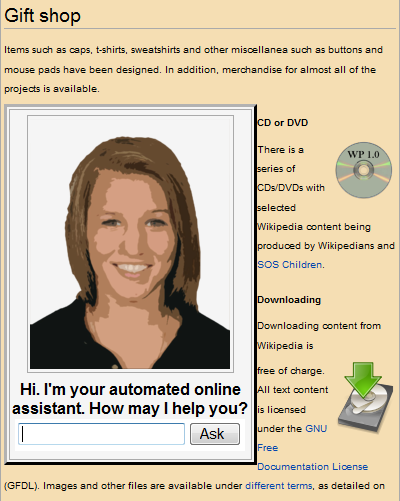
웹 페이지에서 자동화된 온라인 도우미가 고객 서비스를 제공하는 모습

AI는 웹 페이지의 아바타(자동화된 온라인 도우미)의 기반을 이룬다. 이는 운영 및 교육 비용을 절감할 수 있다. Pypestream은 고객과의 커뮤니케이션을 간소화하기 위해 모바일 애플리케이션에 대한 고객 서비스를 자동화했다.
구글 앱은 언어를 분석하고 음성을 텍스트로 변환한다. 이 플랫폼은 고객의 언어를 통해 화난 고객을 식별하고 적절하게 응답할 수 있다. 아마존은 주문 상태 확인, 주문 취소, 환불 제공, 인간 상담원 연결과 같은 작업을 수행할 수 있는 챗봇을 고객 서비스에 사용한다. ChatGPT와 같은 생성형 AI(GenAI)는 업무 자동화 및 의사 결정 강화를 위해 비즈니스에서 점점 더 많이 사용되고 있다.

### 환대 산업
환대 산업에서 AI는 반복적인 작업을 줄이고, 트렌드를 분석하며, 손님과 상호 작용하고, 고객의 요구를 예측하는 데 사용된다. AI 호텔 서비스는 챗봇, 애플리케이션, 가상 음성 비서 및 서비스 로봇의 형태로 제공된다.

## 교육
AI는 지식 연계 및 교육 평등과 같은 중요한 문제에 초점을 맞춰 교육을 향상시킨다. 교육 및 기술 분야의 AI 발전은 인간을 대체하지 않는 관계에서 인간의 능력을 향상시키는 데 사용되어야 한다. 유네스코는 AI의 미래를 "포괄적이고 공평한 양질의 교육"이라는 지속가능 개발 목표 4를 달성하기 위한 도구로 인식한다.
세계 경제 포럼 또한 학생들의 전반적인 향상과 교육을 더욱 즐거운 과정으로 바꾸는 데 AI가 기여한다고 강조한다.

### 맞춤형 학습
AI 기반 튜터링 시스템(칸 아카데미, 듀오링고, 카네기 러닝 등)은 맞춤형 교육을 제공하는 선두 주자이다.
이러한 플랫폼은 AI 알고리즘을 활용하여 개별 학습 패턴, 강점 및 약점을 분석함으로써 각 학생의 학습 속도와 스타일에 맞게 콘텐츠와 알고리즘을 맞춤화할 수 있다.

### 관리 효율성
교육 기관에서는 AI가 출석 추적, 채점 및 평가와 같은 일상적인 작업을 자동화하는 데 점점 더 많이 사용되어 교육자들이 상호 작용적인 교육과 직접적인 학생 참여에 더 많은 시간을 할애할 수 있도록 한다.
또한 AI 도구는 학생 진행 상황을 모니터링하고, 학습 행동을 분석하며, 학업 문제를 예측하여 뒤처질 위험이 있는 학생들을 위한 시기 적절하고 사전 예방적인 개입을 용이하게 한다.

### 윤리 및 개인 정보 보호 문제
이러움에도 불구하고, 교육 분야에 AI를 통합하는 것은 특히 민감한 학생 데이터 처리에 관해 심각한 윤리 및 개인 정보 보호 문제를 야기한다.
교육 분야의 AI 시스템은 신뢰를 유지하고 교육 관행의 무결성을 지키기 위해 투명성, 보안 및 개인 정보 보호를 강력히 강조하여 설계 및 운영되어야 한다.
대부분의 규제는 세계 최초의 포괄적인 AI 법인 AI 법의 영향을 받을 것이다.

## 에너지 및 환경

### 에너지 시스템
전력 전자공학 컨버터는 재생 가능 에너지, 에너지 저장, 전기차량 및 초고압직류송전에 사용된다. 이 컨버터는 고장 발생률이 높아 서비스 중단을 초래하고 임무 중요 응용 프로그램에서 비용이 많이 드는 유지 보수 또는 치명적인 결과를 초래할 수 있다. AI는 필요한 수명을 보장하는 정확한 설계 매개 변수를 계산하여 신뢰할 수 있는 전력 전자 컨버터의 설계 프로세스를 안내할 수 있다.
미국 에너지부는 국가 기후 목표 달성에 AI가 핵심적인 역할을 한다고 강조한다. AI를 통해 경제 전반에 걸쳐 순 제로 온실가스 배출이라는 야심 찬 목표를 달성할 수 있다. AI는 또한 혼잡을 피하고 그리드 신뢰성을 높여 전력망에 풍력 및 태양광을 위한 공간을 마련하는 데 도움이 된다.
기계 학습은 에너지 소비 예측 및 일정 관리에 사용될 수 있다. 예를 들어 재생 에너지 간헐성 관리에 도움을 주거나 (참조: 스마트 그리드 및 전력망에서의 기후변화 완화)

### 환경 모니터링
해양을 모니터링하는 자율 선박, AI 기반 위성 데이터 분석, 수동 음향 또는 원격탐사 및 기타 환경 모니터링 응용 프로그램은 기계 학습을 사용한다
예를 들어, "글로벌 플라스틱 워치"는 AI 기반의 위성 모니터링 플랫폼으로, 플라스틱 폐기물 현장을 분석/추적하여 해양으로 플라스틱 폐기물을 불법 투기하는 주체와 장소를 식별함으로써 플라스틱 오염 – 주로 해양 오염 – 을 방지하는 데 도움을 준다.

### 조기 경보 시스템
기계 학습은 재해 및 환경 문제, 아마도 자연 감염병, 지진, 산사태, 폭우, 장기 물 공급 취약성, 생태계 붕괴의 임계점, 남조류 발생 및 가뭄의 조기 경보 신호를 감지하는 데 사용될 수 있다.

### 경제 및 사회적 과제
AI for Good은 국제전기통신연합(ITU) 유엔(UN) 산하 기관이 2017년에 출범한 플랫폼이다. 이 플랫폼의 목표는 AI를 사용하여 UN의 지속가능 개발 목표 달성을 돕는 것이다.
서던캘리포니아 대학교는 노숙자와 같은 문제들을 해결하기 위해 AI를 사용하는 것을 목표로 사회 인공지능 센터를 설립했다. 스탠퍼드 연구자들은 AI를 사용하여 위성 이미지를 분석하여 빈곤 지역을 식별한다.

## 엔터테인먼트 및 미디어

### 미디어

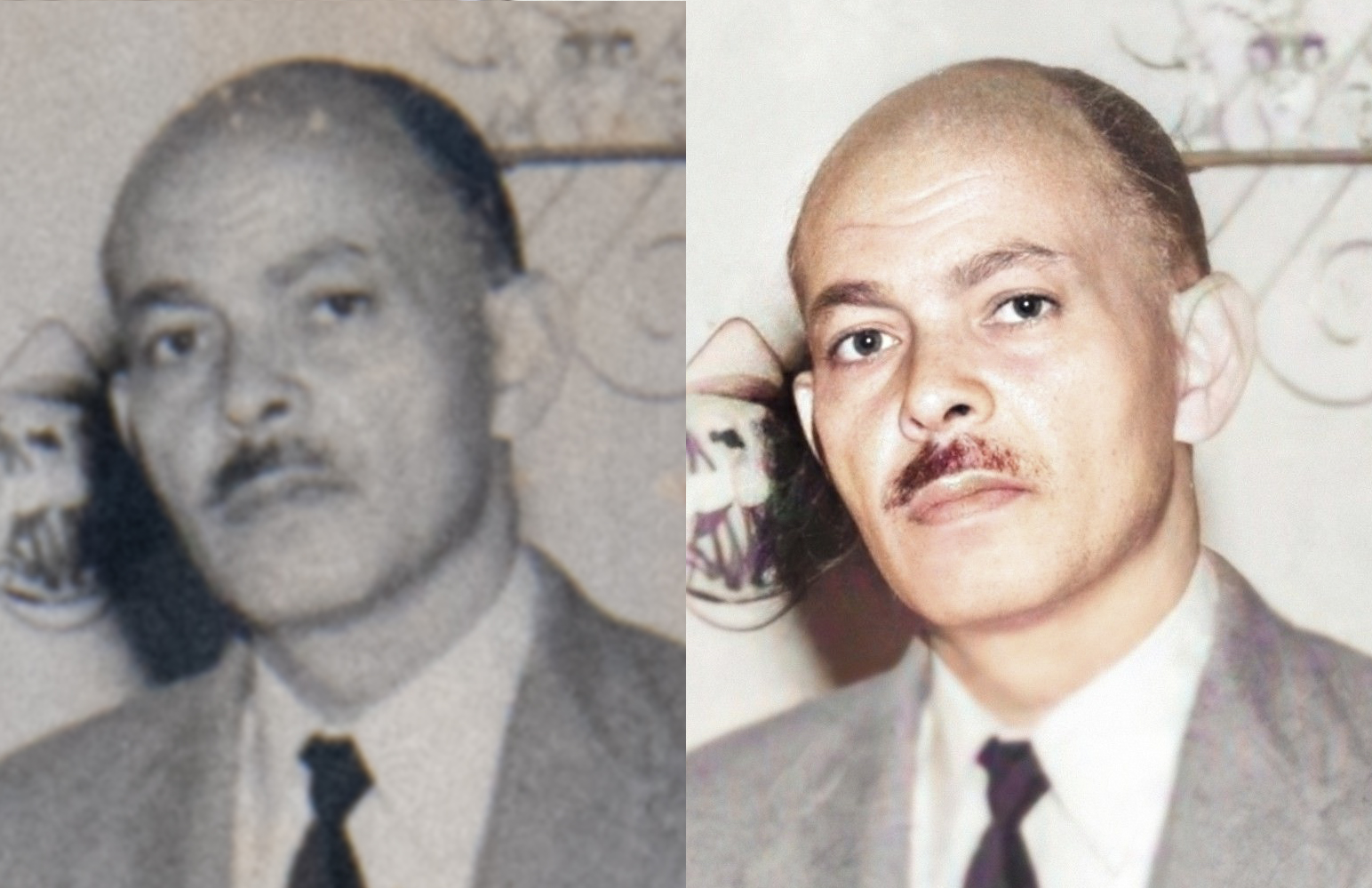
이미지 복원

AI 애플리케이션은 영화, TV 프로그램, 광고 비디오 또는 사용자 생성 콘텐츠와 같은 미디어 콘텐츠를 분석한다. 이 솔루션은 종종 컴퓨터 비전을 포함한다.
일반적인 시나리오에는 객체 인식 또는 얼굴 인식 기술을 사용한 이미지 분석, 또는 장면, 객체 또는 얼굴을 인식하기 위한 비디오 분석이 포함된다. AI 기반 미디어 분석은 미디어 검색, 콘텐츠에 대한 설명 키워드 생성, 콘텐츠 정책 모니터링(예: 특정 TV 시청 시간에 대한 콘텐츠 적합성 확인), 보관 또는 기타 목적을 위한 음성을 텍스트로 변환, 광고 게재를 위한 로고, 제품 또는 유명인 얼굴 감지를 용이하게 할 수 있다.
- 움직임 보간[66]
- 픽셀 아트 스케일링 알고리즘[67]
- 이미지 스케일링[68]
- 이미지 복원[69][70]
- 사진 채색[71]
- 필름 복원 및 비디오 업스케일링[72]
- 사진 태그 지정[73]
- 자동 종 식별 (예: 앱으로 식물, 균류, 동물 식별)
- 텍스트-이미지 모델 (예: DALL-E, Midjourney 및 스테이블 디퓨전)
- 이미지-비디오[74]
- 텍스트-비디오 (예: Meta의 Make-A-Video, Google의 Imagen video 및 Phenaki)
- 텍스트-음악 (예: MusicLM과 같은 AI 모델)[75][76]
- 텍스트-음성 (예: 엘레븐랩스 및 15.ai)
- 모션 캡처[77]

### 딥페이크
딥페이크는 코미디 목적으로 사용될 수 있지만, 가짜뉴스와 사기로 더 잘 알려져 있다.
딥페이크는 개인을 해롭거나 위험한 상황에 묘사하여, 특히 내용이 명예훼손적이거나 개인 윤리를 위반하는 경우 상당한 명예 손상과 정서적 고통을 유발할 수 있다. 명예훼손 및 허위 사실 유포 법률은 일부 구제 수단을 제공하지만, 조작된 이미지나 비디오가 아닌 허위 진술에 중점을 두어 피해자에게 제한적인 법적 보호와 어려운 입증 책임을 남기는 경우가 많다.
2016년 1월, Horizon 2020 프로그램은 언론인과 연구자들이 위조 문서를 탐지할 수 있도록 InVID 프로젝트에 자금을 지원했으며, 이는 브라우저 플러그인으로 제공되었다.
2016년 6월, 뮌헨 공과대학교와 스탠퍼드 대학교의 시각 컴퓨팅 그룹은 Face2Face를 개발했는데, 이 프로그램은 얼굴 사진에 다른 사람의 얼굴 표정을 모방하여 애니메이션을 적용한다. 이 기술은 버락 오바마와 블라디미르 푸틴을 포함한 인물들의 얼굴을 애니메이션하는 데 시연되었다. 딥페이크라는 이름이 유래한 딥 뉴럴 네트워크를 기반으로 하는 다른 방법들도 시연되었다.
2018년 9월, 미국 상원의원 마크 워너는 소셜 미디어 플랫폼에서 딥페이크 문서를 공유하는 것을 허용하는 회사에 벌금을 부과할 것을 제안했다.
2018년, 다리우스 아프차르(Darius Afchar)와 빈센트 노직(Vincent Nozick)은 비디오 프레임의 중간 규모 속성을 분석하여 위조된 콘텐츠를 감지하는 방법을 찾아냈다. 방위고등연구계획국은 딥페이크 감지 작업에 6,800만 달러를 지원했다.
오디오 딥페이크 및 딥페이크 감지 및 인간의 목소리 복제 능력을 갖춘 AI 소프트웨어가 개발되었다.
Respeecher는 한 사람이 다른 사람의 목소리로 말할 수 있게 하는 프로그램이다.

### 비디오 감시 분석 및 조작된 미디어 감지
AI 알고리즘은 딥페이크 비디오를 탐지하는 데 사용되었다.

### 비디오 프로덕션
인공지능은 또한 비디오 제작에도 사용되기 시작했으며, 생성형 AI를 활용하여 새로운 비디오를 만들거나 기존 비디오를 변경하는 도구와 소프트웨어가 개발되고 있다. 현재 이러한 프로세스에 사용되는 주요 도구로는 DALL-E, Midjourney, Runway 등이 있다. Waymark Studios는 2023년 여름에 DALL-E와 Midjourney가 제공하는 도구를 활용하여 완전히 AI로 생성된 영화 'The Frost'를 만들었다. Waymark Studios는 이러한 AI 도구를 사용하여 몇 초 만에 기업을 위한 광고 및 상업 비디오를 생성하는 것을 실험하고 있다. USC 엔터테인먼트 기술 센터의 AI 및 신경과학 미디어 프로젝트 디렉터인 이브스 버그키스트(Yves Bergquist)는 할리우드의 후반 작업 팀이 이미 생성형 AI를 사용하고 있으며, 미래에는 더 많은 기업이 이 새로운 기술을 수용할 것이라고 예측한다.

### 음악
AI는 다양한 장르의 음악을 작곡하는 데 사용되어 왔다.
데이비드 코프는 에밀리 하웰이라는 AI를 만들었고, 이 AI는 알고리즘 컴퓨터 음악 분야에서 잘 알려지게 되었다. 에밀리 하웰의 알고리즘은 미국 특허로 등록되어 있다.
2012년, AI 이아무스는 최초의 완전한 클래식 앨범을 만들었다.
AIVA (인공지능 가상 예술가)는 주로 영화 음악을 위한 클래식 음악을 작곡한다. 이는 음악 전문 협회에 의해 인정받은 최초의 가상 작곡가가 되는 세계 최초의 기록을 달성했다.
멜로믹스는 스트레스와 통증 완화를 위한 컴퓨터 생성 음악을 만든다.
소니 CSL 연구소에서 Flow Machines 소프트웨어는 방대한 노래 데이터베이스에서 음악 스타일을 학습하여 팝송을 만든다. 이 소프트웨어는 다양한 스타일로 작곡할 수 있다.
왓슨 비트(Watson Beat)는 강화 학습과 심층 신뢰 신경망을 사용하여 간단한 시드 입력 멜로디와 선택된 스타일에 따라 음악을 작곡한다. 이 소프트웨어는 오픈 소스화되었으며 타린 서던과 같은 음악가들은 이 프로젝트와 협력하여 음악을 만들었다.
대한민국 가수 하연의 데뷔곡 "Eyes on You"는 AI를 사용하여 작곡되었으며, NUVO를 포함한 실제 작곡가들의 감독을 받았다.

### 작문 및 보도
내러티브 사이언스는 컴퓨터 생성 뉴스 및 보고서를 판매한다. 게임의 통계 데이터를 기반으로 스포츠 이벤트를 요약한다. 또한 재무 보고서 및 부동산 분석을 작성한다. 오토메이티드 인사이트는 야후! 스포츠 판타지 풋볼에 대한 개인화된 요약 및 미리보기를 생성한다.
Yseop은 AI를 사용하여 구조화된 데이터를 자연어 의견 및 권장 사항으로 변환한다. Yseop은 영어, 스페인어, 프랑스어, 독일어를 포함한 여러 언어로 재무 보고서, 임원 요약, 개인화된 판매 또는 마케팅 문서 등을 작성한다.
테일스핀(TALESPIN)은 이솝 우화와 유사한 이야기를 지어냈다. 이 프로그램은 특정 목표를 달성하려는 등장인물들로 시작했다. 이야기는 이들이 목표를 달성하려는 시도를 서술했다. 마크 리들(Mark Riedl)과 바딤 불리트코(Vadim Bulitko)는 스토리텔링의 본질이 경험 관리, 즉 "일관된 스토리 진행과 종종 상충하는 사용자 주체성의 필요성 사이에서 균형을 맞추는 방법"이라고 주장했다.
AI 스토리텔링이 스토리 생성(캐릭터 및 플롯)에 초점을 맞추는 반면, 스토리 전달 또한 주목을 받았다. 2002년, 연구자들은 내러티브 산문 생성을 위한 아키텍처 프레임워크를 개발했다. 그들은 빨간 두건과 같은 이야기에서 텍스트의 다양성과 복잡성을 충실히 재현했다. 2016년, 일본 AI는 단편 소설을 공동 집필하여 문학상 후보에 오르기 직전까지 갔다.
대한민국 기업 한터글로벌은 저널리즘 봇을 사용하여 기사를 작성한다.
문학 작가들도 AI의 활용을 탐구하고 있다. 예를 들어 데이비드 자브 존스턴의 작품 ReRites (2017-2019)는 시인이 신경망의 시적 결과물을 매일 편집하여 일련의 공연과 출판물을 만들었다.

#### 스포츠 기사 작성
2010년, 인공지능은 야구 통계를 사용하여 자동으로 뉴스 기사를 생성했다. 이는 빅텐 네트워크가 내러티브 사이언스의 소프트웨어를 사용하여 시작했다.
AP (통신사)는 모든 마이너 리그 베이스볼 경기를 대규모 팀으로 커버할 수 없게 된 후, 2016년 오토메이티드 인사이트와 협력하여 인공지능으로 자동화된 경기 요약본을 만들었다.
브라질의 UOL은 글쓰기에서 AI의 사용을 확대했다. 단순히 뉴스 기사를 생성하는 것뿐만 아니라, 구글 인사이츠 포 서치에서 일반적으로 검색되는 단어를 포함하도록 AI를 프로그래밍했다 .
스포츠를 포함한 다양한 기사를 다루는 스페인 뉴스 사이트 엘 파이스는 사용자가 각 뉴스 기사에 댓글을 달 수 있도록 허용한다. 그들은 Perspective API를 사용하여 이러한 댓글을 중재하며, 소프트웨어가 댓글에 유해한 내용이 포함되어 있다고 판단하면 댓글 작성자는 이를 수정해야 게시할 수 있다 .
지역 네덜란드 미디어 그룹은 AI를 사용하여 아마추어 축구 경기를 자동 보도하며, 한 시즌에만 60,000경기를 다루기로 했다. NDC는 United Robots와 협력하여 이 알고리즘을 만들었고, 이는 엄청나게 큰 팀이 없었다면 불가능했을 일을 가능하게 했다 .
레데 AI는 2023년에 고등학교 풋볼 경기 점수를 가져와 지역 신문에 자동으로 기사를 생성하는 데 사용되었다. 이는 독자들로부터 출판된 매우 로봇적인 문체에 대한 상당한 비판을 받았다. 일부 경기 묘사가 "운동적인 종류의 가까운 만남"으로 언급되자, 독자들은 불만을 표하며 출판사 개닛에 소셜 미디어를 통해 알렸다. 개닛은 이후 '실험'이라고 부르는 것에 대한 해결책을 찾을 때까지 레데 AI 사용을 중단했다.

### 위키백과
수백만 개의 문서가 봇에 의해 편집되었지만 일반적으로 이는 인공지능 소프트웨어가 아니다. 많은 AI 플랫폼이 위키백과 데이터를 사용하며, 주로 기계 학습 애플리케이션 훈련을 위한 것이다. 오래된 문장을 식별하거나, 은밀한 문서 훼손을 감지하거나 새로운 편집자에게 문서와 작업을 추천하는 등 위키백과를 위한 다양한 인공지능 애플리케이션의 연구 개발이 진행 중이다.
기계 번역 틀:위 참조도 위키백과 문서 번역에 사용되었으며, 미래에는 문서 생성, 업데이트, 확장 및 전반적인 개선에 더 큰 역할을 할 수 있다. 콘텐츠 번역 도구는 일부 위키백과 편집자들이 여러 선택 언어 간에 문서를 더 쉽게 번역할 수 있도록 한다.

### 비디오 게임
비디오 게임에서 AI는 일반적으로 논플레이어 캐릭터의 행동을 생성하는 데 사용된다. 또한 AI는 길찾기에도 사용된다. 일부 연구자들은 게임에서 NPC AI를 대부분의 생산 작업에 대한 "해결된 문제"로 간주한다. 덜 일반적인 AI를 사용하는 게임으로는 레프트 4 데드(2008)의 AI 감독과 슈프림 커맨더 2(2010)의 소대 신경진화 훈련이 있다. AI는 또한 에일리언: 아이솔레이션(2014)에서 에일리언이 다음으로 수행할 행동을 제어하는 방법으로 사용된다.
게임은 1950년대부터 AI 능력의 주요 응용 분야였다.틀:Relevance inline 21세기에 AI는 체스 (딥 블루), 제퍼디! (왓슨), 바둑 (알파고), 포커 (플루리버스 및 세페우스), E-스포츠 (스타크래프트), 및 일반 게임 플레이 (알파제로 및 뮤제로)를 포함한 많은 게임에서 인간 플레이어를 이겼다.
쿠키 AI는 엔터테인먼트 및 마케팅 도구로 설계된 챗봇 및 기타 앱의 집합이다. Character.ai는 오락을 위해 사용되는 챗봇의 또 다른 예이다.
엑스박스 360 및 엑스박스 원을 위한 3D 바디 모션 인터페이스를 제공하는 키넥트는 AI 연구에서 파생된 알고리즘을 사용한다.

### 예술

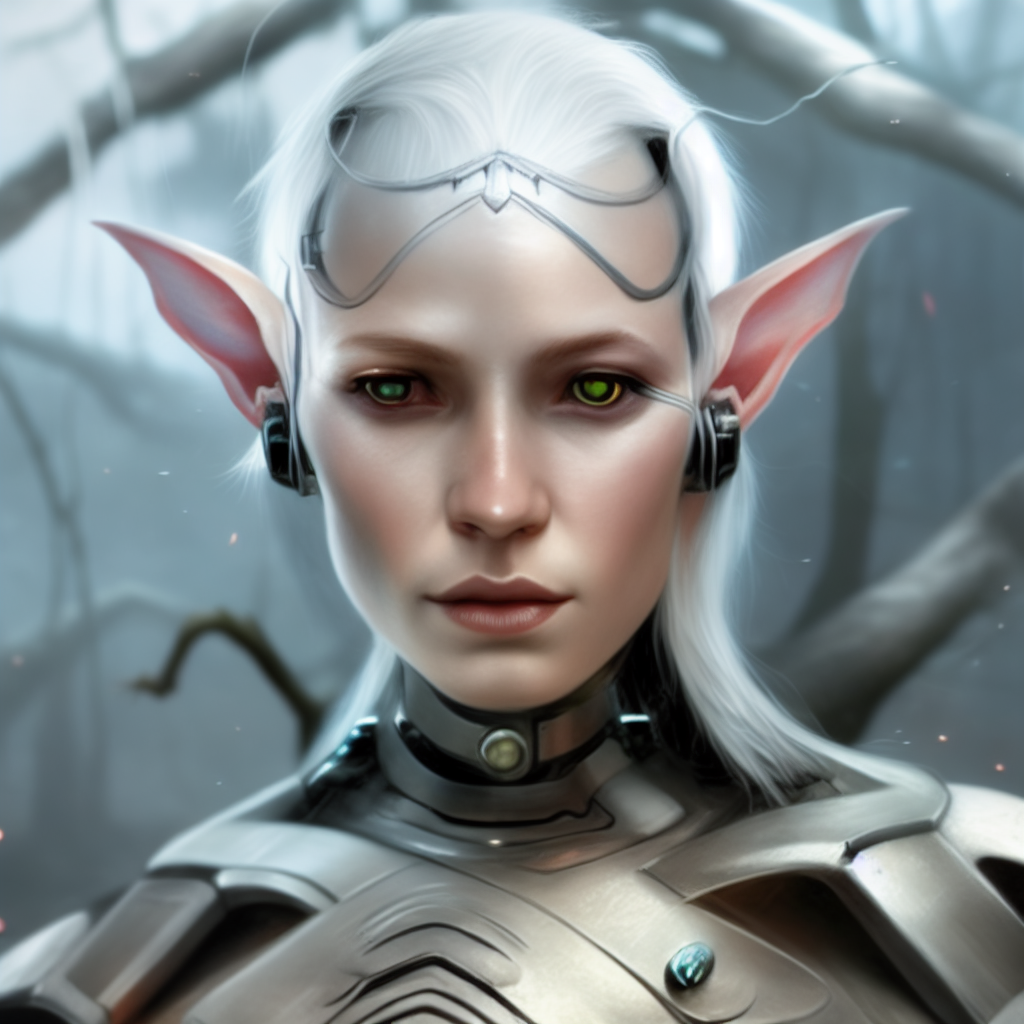
스테이블 디퓨전 AI 아트로 생성된 "사이보그 엘프"

AI는 시각 예술을 제작하는 데 사용되었다. 최초의 AI 예술 프로그램인 AARON은 1968년 해럴드 코언에 의해 드로잉 행위를 코딩할 수 있도록 개발되었다. 이 프로그램은 단순한 흑백 그림을 만드는 것으로 시작하여, 나중에는 코헨의 개입 없이 프로그램 자체에서 선택한 특수 브러시와 염료를 사용하여 그림을 그렸다.
DALL-E, 스테이블 디퓨전, 이마젠, Midjourney와 같은 AI 플랫폼은 텍스트나 다른 이미지와 같은 입력에서 시각 이미지를 생성하는 데 사용되어 왔다. 일부 AI 도구는 사용자가 이미지를 입력하고 해당 이미지를 변경된 버전으로 출력할 수 있도록 하는데, 예를 들어 객체나 제품을 다른 환경에서 표시하는 식이다. AI 이미지 모델은 또한 특정 예술가의 스타일을 복제하고 거친 스케치에 시각적 복잡성을 더할 수도 있다.
2014년에 설계된 이후 생성적 적대 신경망 (GAN)은 AI 예술가들에게 사용되어 왔다. GAN 컴퓨터 프로그래밍은 인간 운영자의 필요성을 뛰어넘는 기계 학습 프레임워크를 통해 기술 이미지를 생성한다. GAN 프로그램의 예로는 아트브리더와 딥드림이 있다.

#### 미술 분석
원작 예술 작품의 창작 외에도, AI를 활용하는 연구 방법론은 디지털 예술 컬렉션을 정량적으로 분석하기 위해 개발되었다. 지난 수십 년 동안 예술 작품의 대규모 디지털화의 주된 목표는 이러한 컬렉션에 대한 접근성과 탐색을 허용하는 것이었지만, 이를 분석하는 데 AI를 사용함으로써 새로운 연구 관점이 제시되었다.
밀착 읽기(close reading)와 원거리 보기(distant viewing)의 두 가지 계산 방법은 디지털화된 예술을 분석하는 데 사용되는 일반적인 접근 방식이다. 원거리 보기는 대규모 컬렉션의 분석을 포함하는 반면, 밀착 읽기는 하나의 예술 작품을 다룬다.

### 컴퓨터 애니메이션
AI는 2000년대 초부터 사용되었으며, 픽사가 "Genesis"라고 불리는 시스템을 설계하여 가장 두드러지게 사용되었다. 이 시스템은 알고리즘을 학습하고 캐릭터 및 소품을 위한 3D 모델을 생성하도록 설계되었다. 이 기술을 사용한 주목할 만한 영화로는 《업》과 《굿 다이노》가 있다. AI는 최근 몇 년간 덜 의례적으로 사용되었다. 2023년, 일본 넷플릭스가 다가오는 쇼의 배경 이미지를 생성하기 위해 AI를 사용하고 있음이 밝혀져 온라인에서 반발을 샀다. 최근 몇 년간, 모션 캡처는 쉽게 접근 가능한 AI 애니메이션의 한 형태가 되었다. 예를 들어, Move AI는 학습 AI를 사용하여 인간의 모든 움직임을 캡처하고 애니메이션 프로그램에서 다시 애니메이션할 수 있도록 구축된 프로그램이다.

## 금융
금융기관은 오랫동안 인공 신경망 시스템을 사용하여 비정상적인 청구 또는 주장을 감지하고, 이를 인간 조사를 위해 표시해 왔다. 은행에서 AI 사용은 1987년 시큐리티 퍼시픽 내셔널 뱅크가 직불카드의 무단 사용에 대처하기 위해 사기 방지 태스크포스를 출범하면서 시작되었다.
은행은 AI를 사용하여 장부 기록, 주식 투자 및 자산 관리를 위한 운영을 조직한다. AI는 비업무 시간 동안의 변화에 적응할 수 있다. [[금융 사기 탐지에서의 인공지능|AI는 행동 패턴에서 비정상적인 변화나 이상을 모니터링하여 사기 및 금융 범죄에 맞서 싸우는 데 사용된다]].
온라인 거래 및 의사 결정과 같은 응용 분야에서 AI의 사용은 주요 경제 이론을 변화시켰다. 예를 들어, AI 기반 구매 및 판매 플랫폼은 개인화된 수요 및 공급 곡선을 추정하여 개별 가격 책정을 가능하게 한다. AI 시스템은 시장의 정보 비대칭을 줄여 시장을 더욱 효율적으로 만든다. 금융 산업에 인공지능을 적용하면 비국영 기업, 특히 소규모 혁신 기업의 자금 조달 제약을 완화할 수 있다.

### 거래 및 투자
알고리즘 트레이딩은 AI 시스템을 사용하여 인간이 할 수 있는 것보다 훨씬 빠른 속도로 거래 결정을 내리며, 인간의 개입 없이 하루에 수백만 건의 거래를 수행한다. 이러한 고빈도 매매는 빠르게 성장하는 분야이다. 많은 은행, 펀드 및 사설 거래 회사는 이제 AI 관리 포트폴리오를 보유하고 있다. 자동화된 거래 시스템은 일반적으로 대규모 기관 투자자가 사용하지만, 자체 AI 시스템으로 거래하는 소규모 회사도 포함한다.
대형 금융 기관은 AI를 사용하여 투자 관행을 지원한다. 블랙록의 AI 엔진인 알라딘은 회사 내부와 고객 모두에게 투자 결정에 도움을 준다. 그 기능에는 뉴스, 브로커 보고서, 소셜 미디어 피드와 같은 텍스트를 분석하기 위해 자연어 처리를 사용하는 것이 포함된다. 그런 다음 언급된 회사에 대한 감정을 측정하고 점수를 할당한다. UBS 및 도이체 방크와 같은 은행은 SQREEM(Sequential Quantum Reduction and Extraction Model)을 사용하여 데이터를 마이닝하여 소비자 프로필을 개발하고 이를 웰스 매니지먼트 제품과 연결한다.

### 인수 심사
온라인 대출 기관인 Upstart는 인수 심사를 위해 기계 학습을 사용한다.
ZestFinance의 Zest 자동화 기계 학습 (ZAML) 플랫폼은 신용 인수 심사에 사용된다. 이 플랫폼은 기계 학습을 사용하여 구매 거래 및 고객이 양식을 작성하는 방식과 같은 데이터를 분석하여 대출자에게 점수를 부여한다. 이 플랫폼은 신용 이력이 제한적인 사람들에게 신용 점수를 할당하는 데 유용하다.

### 감사
AI는 지속적인 감사를 가능하게 한다. 잠재적인 이점으로는 감사 위험 감소, 보증 수준 증가 및 감사 기간 단축이 포함된다틀:Quantify.
AI를 사용한 지속적인 감사는 재무 활동의 실시간 모니터링 및 보고를 가능하게 하며 기업에 신속한 의사 결정으로 이어질 수 있는 시기적절한 통찰력을 제공한다.

### 자금 세탁 방지
현대적인 최적화되지 않은 데이터 세트를 사용하는 LaundroGraph와 같은 AI 소프트웨어는 자금 세탁 방지(AML)에 사용될 수 있다자금세탁방지

### 채권 및 미수금
최근 몇 년 동안 채권 추심 산업은 일상적인 아웃리치 및 협상 작업을 자동화하기 위해 AI 기반 "에이전트"를 채택하기 시작했다. 이 플랫폼은 자연어 처리 및 기계 학습을 사용하여 소비자와 상호 작용한다.
지지자들은 이러한 시스템이 대량의 표준 문의를 처리하여 인간 채권자들이 더 복잡한 사례에 집중할 수 있도록 해주고, 더 일관된 24/7 서비스를 제공한다고 주장한다. 그러나 비평가들은 알고리즘 의사 결정에서 의도하지 않은 편향의 위험과 같은 잠재적인 규정 준수 함정에 대해 경고한다.

### 역사
1980년대에 AI는 전문가 시스템이 상업화되면서 금융 분야에서 두각을 나타내기 시작했다. 예를 들어, 듀폰은 100개의 전문가 시스템을 만들었는데, 이는 연간 거의 천만 달러를 절약하는 데 도움이 되었다. 첫 번째 시스템 중 하나는 1986년 다우 존스 산업평균지수의 87포인트 하락을 예측한 Pro-trader 전문가 시스템이었다. "시스템의 주요 기능은 시장 프리미엄을 모니터링하고, 최적의 투자 전략을 결정하며, 적절할 때 거래를 실행하고, 학습 메커니즘을 통해 지식 기반을 수정하는 것이었다".
재무 계획을 돕는 최초의 전문가 시스템 중 하나는 1986년에 Applied Expert Systems (APEX)가 만든 PlanPowerm과 Client Profiling System이었다. 이는 사람들의 개인 재무 계획을 만드는 데 도움이 되었다.
1990년대에는 AI가 사기 탐지에 적용되었다. 1993년에는 FinCEN 인공지능 시스템 (FAIS)이 출시되었다. 이 시스템은 매주 20만 건 이상의 거래를 검토할 수 있었고, 2년 동안 10억 달러에 해당하는 400건의 잠재적 돈세탁 사례를 식별하는 데 도움이 되었다. 이러한 전문가 시스템은 나중에 기계 학습 시스템으로 대체되었다.
AI는 기업가적 활동을 강화할 수 있으며, AI는 스타트업에게 가장 역동적인 분야 중 하나로, 상당한 벤처 캐피탈이 AI에 유입되고 있다.

## 건강

### 헬스케어

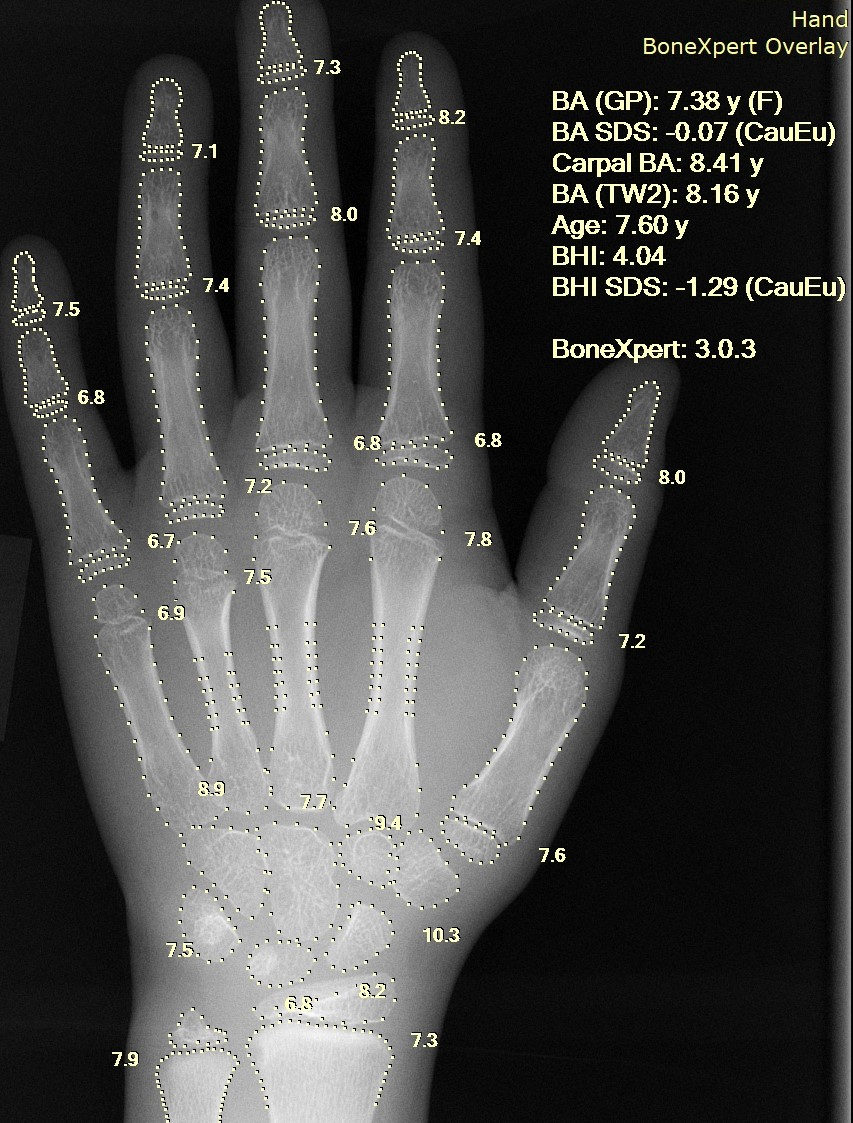
손의 X선 사진, 컴퓨터 소프트웨어로 골 연령 자동 계산

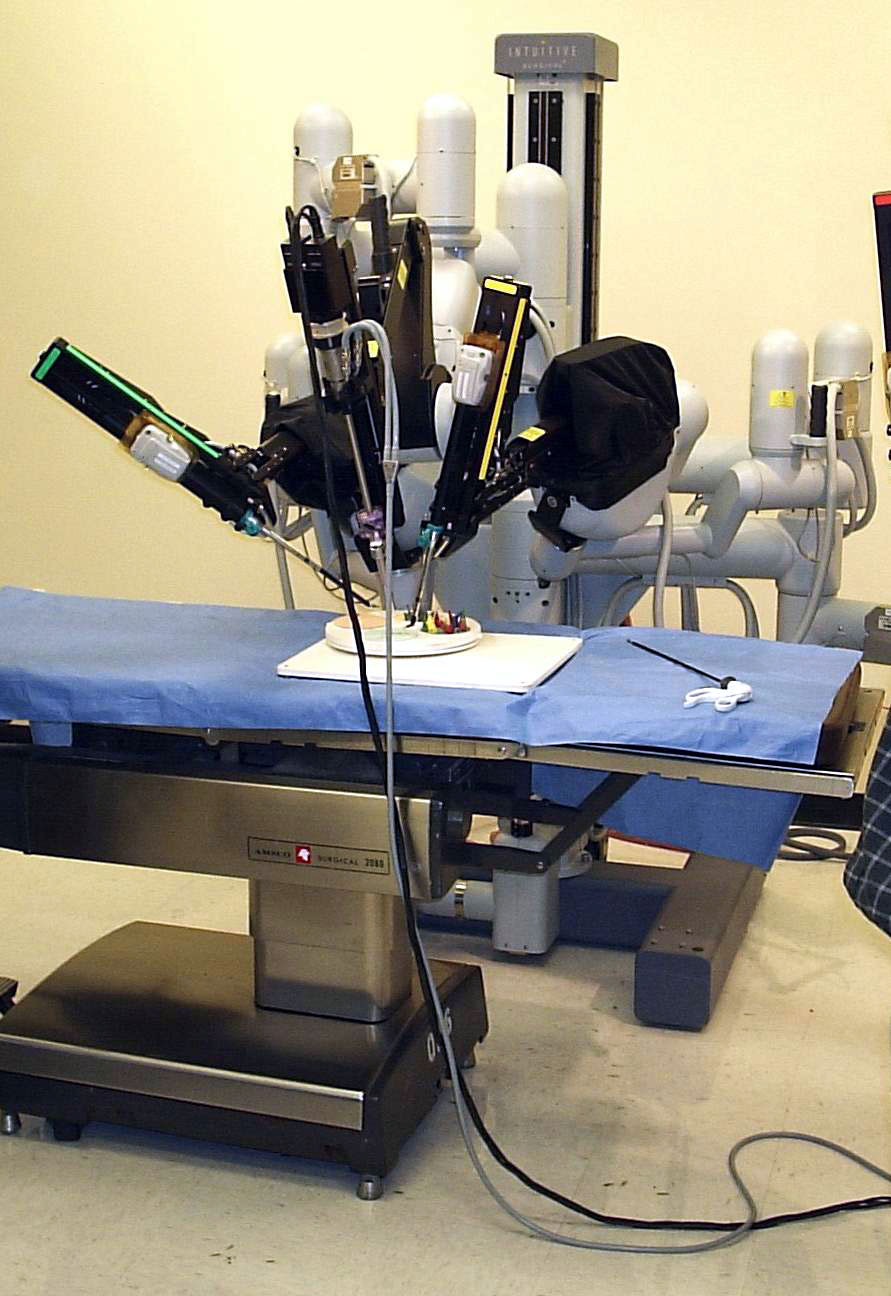
다빈치 로봇 수술의 환자측 수술 팔

헬스케어에서 AI는 종종 분류에 사용되며, 컴퓨터단층촬영 또는 심전도를 평가하거나 인구 건강을 위한 고위험 환자를 식별하는 데 사용된다. AI는 투여량의 고비용 문제를 해결하는 데 도움을 준다. 한 연구에 따르면 AI는 160억 달러를 절약할 수 있다고 제안했다. 2016년, 한 연구에서는 AI 기반 공식이 이식 환자에게 투여할 면역억제제 약물의 적절한 용량을 도출했다고 보고했다. 현재 연구에 따르면 비심장성 혈관 질환도 인공지능(AI)으로 치료되고 있다. 특정 질환의 경우 AI 알고리즘은 진단, 권장 치료, 결과 예측 및 환자 진행 상황 추적에 도움을 줄 수 있다. AI 기술이 발전함에 따라 헬스케어 산업에서 더욱 중요해질 것으로 예상된다.
암과 같은 질병의 조기 발견은 AI 알고리즘에 의해 가능해지는데, 이 알고리즘은 복잡한 의료 데이터 세트를 분석하여 질병을 진단한다. 예를 들어, IBM Watson 시스템은 의료 기록 및 임상 시험과 같은 방대한 데이터를 검색하여 문제 진단을 돕는 데 사용될 수 있다. 마이크로소프트의 AI 프로젝트 Hanover는 의사들이 800개 이상의 의약품 및 백신 중에서 암 치료를 선택하는 데 도움을 준다. 이 프로젝트의 목표는 모든 관련 논문을 기억하여 각 환자에게 가장 효과적인 약물 (조합)을 예측하는 것이다. 급성 골수성 백혈병이 한 가지 목표이다. 또 다른 연구에서는 AI가 피부암 식별에서 의사만큼 뛰어나다고 보고했다. 또 다른 프로젝트는 의사/환자 상호 작용에서 얻은 데이터를 기반으로 각 환자에게 질문을 하여 여러 고위험 환자를 모니터링한다. 전이학습으로 수행된 한 연구에서 AI는 안과 의사와 유사하게 눈 상태를 진단하고 치료 의뢰를 권장했다.
또 다른 연구는 자율 로봇으로 수술을 시연했다. 연구팀은 로봇이 부드러운 조직 수술을 수행하는 동안 로봇을 감독했으며, 돼지 내장을 봉합하는 것이 외과 의사보다 더 나은 것으로 평가되었다.
인공 신경망은 EMR 소프트웨어의 개념 처리 기술과 같이 의료 진단을 위한 임상 의사결정 지원 시스템으로 사용된다.
개발 중인 AI에 적합하다고 여겨지는 다른 헬스케어 작업은 다음과 같다.
- 선별[190]
- 노인 돌봄을 위한 동반 로봇[191]
- 약물 개발[192] (예: 후보 약물 식별[193] 및 수명 연장 연구와 같은 기존 약물 스크리닝 데이터 사용)[194]
- 임상 훈련[195]
- 새로운 병원체의 유전체 병원체 서명 식별[196] 또는 물리 기반 지문[197]을 통한 병원체 식별 (감염병 병원체 포함)
- 유전자 기능을 연결하는 데 도움[198], 또는 유전자 분석[199] 및 새로운 생물학적 표적 식별[200]
- 바이오마커 개발에 도움[200]
- 개인 맞춤 의학/정밀 의학에서 개인에게 맞는 치료법 조정에 도움[200][201]

### 작업장 건강 및 안전
AI 기반 챗봇은 기본적인 콜센터 업무를 수행하는 데 필요한 인간의 필요성을 줄인다.
감정 분석의 기계 학습은 과로를 방지하기 위해 피로를 감지할 수 있다. 유사하게, 의사결정 지원 시스템은 산업재해를 방지하고 재난 대응을 더 효율적으로 만들 수 있다. 자재 취급 분야의 수동 작업자의 경우, 예측 분석은 근골격계 부상을 줄이는 데 사용될 수 있다. 웨어러블 센서에서 수집된 데이터는 작업장 건강 감시, 작업 위험 평가 및 연구를 개선할 수 있다틀:How.
AI는 산업재해 보상 청구를 자동 코딩할 수 있다. AI 기반 가상 현실 시스템은 위험 인식에 대한 안전 교육을 향상시킬 수 있다. AI는 사고율을 줄이는 데 중요하지만 종종 과소 보고되는 사고 니어 미스를 더 효율적으로 감지할 수 있다.

### 생화학
알파폴드 2는 (접힌) 단백질의 3D 구조를 이전의 자동화된 접근 방식이 요구했던 몇 달이 아닌 몇 시간 만에 결정할 수 있으며, 인체 내의 모든 단백질과 과학적으로 알려진 거의 모든 단백질(2억 개 이상)의 예상 구조를 제공하는 데 사용되었다.

## 언어 처리

### 언어 번역
음성 번역 기술은 한 언어의 음성 단어를 다른 언어로 변환하려고 시도한다. 이는 잠재적으로 글로벌 상거래 및 문화 간 교류에서 언어 장벽을 줄여 다양한 언어를 사용하는 사람들이 서로 소통할 수 있도록 한다.
AI는 마이크로소프트 번역기, 구글 번역, DeepL과 같은 제품에서 음성 언어 및 텍스트 콘텐츠를 자동으로 번역하는 데 사용되어 왔다. 또한 동물 의사소통을 해독하고 수행하기 위한 연구 개발이 진행 중이다.
의미는 텍스트뿐만 아니라 사용법과 문맥을 통해서도 전달된다 (참조: 의미론 및 화용론). 결과적으로, 기계 번역을 위한 두 가지 주요 분류 접근 방식은 통계적 기계 번역(SMT)과 신경망 기계 번역(NMT)이다. 이전의 번역 방법은 통계적 방법론을 사용하여 특정 알고리즘으로 최상의 가능한 출력을 예측하는 것이었다. 그러나 NMT의 경우, 이 접근 방식은 문맥을 기반으로 더 나은 번역을 달성하기 위해 동적 알고리즘을 사용한다.

## 법률 및 정부

### 정부
AI 얼굴 인식 시스템은 대중감시에 사용되며, 특히 중국에서 두드러진다. 2019년, 인도 벵갈루루는 AI 관리 교통 신호를 배치했다. 이 시스템은 카메라를 사용하여 교통 밀도를 모니터링하고 교통 정리를 위해 필요한 간격에 따라 신호 시간을 조정한다.

### 법률

#### 법률 분석
AI는 법률 관련 직업의 핵심이다. 알고리즘과 기계 학습은 이전에는 초급 변호사가 하던 일부 작업을 수행한다. 그 사용이 일반적이지만, 가까운 미래에 변호사가 수행하는 대부분의 작업을 대체할 것으로 예상되지는 않는다.
전자 디스커버리 산업은 수동 검색을 줄이기 위해 기계 학습을 사용한다.

#### 법 집행 및 법적 절차
법 집행 기관은 시각 데이터에서 용의자를 식별하기 위해 얼굴 인식 시스템(FRS)을 사용하기 시작했다. FRS 결과는 목격자 결과와 비교했을 때 더 정확한 것으로 입증되었다. 또한 FRS는 인간 참가자와 비교했을 때 비디오의 선명도와 가시성이 낮을 때 개인을 식별하는 훨씬 더 나은 능력을 보여주었다.
COMPAS는 미국 법원에서 재범 가능성을 평가하는 데 사용되는 상업 시스템이다.
한 가지 우려는 알고리즘 편향과 관련이 있는데, AI 프로그램은 편향을 나타내는 데이터를 처리한 후 편향될 수 있다. 프로퍼블리카는 COMPAS가 할당한 흑인 피고인의 평균 재범 위험 수준이 백인 피고인보다 상당히 높다고 주장한다.
2019년, 중국 항저우시는 전자상거래 및 인터넷 관련 중국의 지식 재산권 분쟁을 판결하기 위해 인공지능 기반 인터넷 법원 시범 프로그램을 설립했다(p. 124). 당사자들은 화상 회의를 통해 법정에 출석하며, AI는 제출된 증거를 평가하고 관련 법적 기준을 적용한다(p. 124).

## 제조

### 센서
아이디어큐리아(IdeaCuria Inc.)는 인공지능을 디지털 분광 측정과 결합하여 가정용 수질 모니터링과 같은 응용 분야를 가능하게 했다.

### 장난감 및 게임
1990년대 초, 초기 인공지능 도구는 다마고치와 기가 펫, 인터넷, 그리고 최초로 널리 출시된 로봇인 퍼비를 제어했다. 아이보는 지능적인 기능과 자주권을 가진 로봇 개 형태의 가사지원 로봇이었다.
마텔은 대화를 "이해"하고 지능적인 반응을 보이며 학습하는 다양한 AI 지원 장난감을 만들었다.

### 석유 및 가스
석유 및 가스 회사는 인공지능 도구를 사용하여 기능을 자동화하고, 장비 문제를 예측하며, 석유 및 가스 생산량을 늘려 왔다.

## 군사
다양한 국가들이 AI 군사 응용 프로그램을 배치하고 있다. 주요 응용 분야는 지휘통제, 통신, 센서, 통합 및 상호 운용성을 강화한다. 연구는 정보 수집 및 분석, 물류, 사이버 작전, 정보 작전, 준자율 및 자율 차량을 목표로 한다. AI 기술은 센서와 액추에이터의 조정, 위협 탐지 및 식별, 적 위치 표시, 표적 획득, 유인 및 무인 팀을 포함하는 분산형 합동 화력의 조정 및 충돌 해소를 가능하게 한다.
AI는 이라크, 시리아, 이스라엘, 우크라이나에서 군사 작전에 사용되었다.

## 소매 및 전자 상거래

### 인터넷 및 전자 상거래

#### 웹 피드 및 게시물
기계 학습은 소셜 미디어 피드에 어떤 게시물이 나타나야 하는지 결정하는 추천 시스템에 사용되어 왔다. 다양한 유형의 소셜 미디어 분석 또한 기계 학습을 사용하며 온라인 오보 및 관련 필터 버블의 (반)자동 태그 지정/강화/수정에 사용하기 위한 연구도 진행 중이다.
AI는 쇼핑 옵션을 맞춤 설정하고 개인화된 제안을 하는 데 사용되었다. 온라인 도박 회사는 도박꾼을 표적으로 삼기 위해 AI를 사용했다.

#### 가상 비서 및 검색
지능형 개인 비서는 AI를 사용하여 기본적인 명령 외의 여러 방식으로 자연어 요청을 이해한다. 일반적인 예로는 애플의 시리, 아마존의 알렉사, 그리고 최근의 AI인 오픈AI의 챗GPT가 있다.
빙 챗은 검색 엔진의 일부로 인공지능을 사용했다.

#### 스팸 필터링
기계 학습은 스팸, 사기, 피싱을 막는 데 사용될 수 있다. 스팸 및 피싱 공격의 내용을 정밀 조사하여 악성 요소를 식별하려고 시도할 수 있다. 기계 학습 알고리즘을 통해 구축된 일부 모델은 스팸과 합법적인 이메일을 구별하는 데 90% 이상의 정확도를 보인다. 이러한 모델은 새로운 데이터와 진화하는 스팸 전술을 사용하여 개선될 수 있다. 기계 학습은 또한 발신자 행동, 이메일 헤더 정보, 첨부 파일 유형과 같은 특성을 분석하여 스팸 탐지를 향상시킬 수 있다.

#### 얼굴 인식 및 이미지 레이블링
AI는 얼굴 인식 시스템에 사용되어 왔다. 몇 가지 예로는 모바일 장치 보안에 사용되는 애플의 Face ID와 안드로이드의 얼굴 잠금 해제가 있다.
이미지 레이블링은 구글 이미지 레이블러에 의해 사진 속 제품을 감지하고 사람들이 사진을 기반으로 검색할 수 있도록 사용되었다. 이미지 레이블링은 시각 장애인을 위해 이미지를 설명하는 음성을 생성하는 데도 시연되었다. 페이스북의 DeepFace는 디지털 이미지에서 사람의 얼굴을 식별한다.

## 과학 연구

### 일반적인 영향에 대한 증거
2024년 4월, 유럽 연합 집행위원회에 대한 과학 자문 메커니즘은 과학 연구에서 인공 지능이 제기하는 기회와 과제에 대한 포괄적인 증거 검토를 포함한 자문을 발표했다.
증거 검토는 이점으로 다음과 같은 점들을 강조했다.
- 연구 및 혁신 가속화에서의 역할
- 워크플로우 자동화 능력
- 과학 작업의 보급 강화

과제로는 다음과 같은 점들이 언급되었다.
- 투명성, 재현성 및 해석 가능성과 관련된 한계 및 위험
- 낮은 성능 (부정확성)
- 오용 또는 의도치 않은 사용으로 인한 해악 위험
- 잘못된 정보 확산 및 불평등 증가를 포함한 사회적 문제

### 고고학, 역사 및 유적지 영상 처리
기계 학습은 고대 텍스트를 복원하고 귀속시키는 데 도움이 될 수 있다. 예를 들어 파편의 검색 및 분류를 더 쉽고 효율적으로 만들기 위해 텍스트를 색인화하는 데 도움이 될 수 있다.

인공지능은 또한 게놈을 조사하여 유전적 역사를 밝히는 데 사용될 수 있으며, 예를 들어 고인류와 현생인류 사이의 교배를 통해 네안데르탈인이나 데니소바인이 아닌 "유령 인구"의 과거 존재가 추론되었다. 

또한 "고고학 유적의 내부 구조에 비침습적이고 비파괴적인 접근"에도 사용될 수 있다. 

### 물리학
딥 러닝 시스템은 유아의 시각 인지 연구에서 영감을 받은 미공개 접근 방식을 기반으로 시각 데이터(가상 3D 환경)로부터 직관적인 물리학을 학습하는 것으로 보고되었다. 다른 연구자들은 다양한 물리 시스템의 기본 변수 집합을 발견하고 비디오 녹화에서 시스템의 미래 역학을 예측할 수 있는 기계 학습 알고리즘을 개발했다. 미래에는 이러한 시스템이 복잡한 시스템의 물리 법칙 발견을 자동화하는 데 사용될 수 있을 것이다.

### 재료 과학
AI는 안정적인 재료 발견 및 결정 구조 예측과 같은 재료 최적화 및 발견에 사용될 수 있다.
2023년 11월, 구글 딥마인드와 로런스 버클리 국립연구소의 연구원들은 GNoME이라는 AI 시스템을 개발했다고 발표했다. 이 시스템은 비교적 짧은 기간 내에 200만 개 이상의 새로운 물질을 발견함으로써 재료과학에 기여했다. GNoME은 딥 러닝 기술을 사용하여 잠재적인 물질 구조를 효율적으로 탐색하여 안정적인 무기 결정 구조 식별을 크게 증가시켰다. 이 시스템의 예측은 자율 로봇 실험을 통해 검증되었으며, 71%라는 주목할 만한 성공률을 보였다. 새로 발견된 물질의 데이터는 재료 프로젝트 데이터베이스를 통해 공개적으로 제공되어 연구자들이 다양한 응용 분야에 필요한 특성을 가진 물질을 식별할 기회를 제공한다. 이 개발은 미래의 과학적 발견과 재료 과학 연구에 AI를 통합하는 데 영향을 미쳐 잠재적으로 재료 혁신을 가속화하고 제품 개발 비용을 절감할 수 있다. AI와 딥 러닝의 사용은 수동 실험실 실험을 최소화하거나 제거하고 과학자들이 독특한 화합물의 설계 및 분석에 더 집중할 수 있게 할 가능성을 시사한다.

### 역공학
기계 학습은 다양한 유형의 역공학에 사용된다. 예를 들어, 기계 학습은 복합 재료 부품을 역공학하여 고품질 부품의 무단 생산을 가능하게 했으며, 악성 소프트웨어의 동작을 빠르게 이해하는 데도 사용된다. 인공지능 모델을 역공학하는 데 사용될 수 있다. 또한 특정 기능에 대한 역분자 설계와 같은 아직 존재하지 않는 가상 구성 요소를 역공학하는 방식으로 구성 요소를 설계할 수도 있다 또는 특정 기능성 부위에 대한 단백질 설계에도 사용될 수 있다. 생물학적 네트워크 역공학은 예를 들어 유전자 발현 수준의 시계열 데이터를 기반으로 인간이 이해할 수 있는 방식으로 상호 작용을 모델링할 수 있다.

### 천문학, 우주 활동 및 미확인비행체학
인공지능은 천문학에서 증가하는 가용 데이터 및 응용 분야를 분석하는 데 사용되며, 주로 외계 행성 발견, 태양 활동 예측, 중력파 천문학에서 신호와 기기 효과 구별과 같은 "분류, 회귀, 클러스터링, 예측, 생성, 발견 및 새로운 과학적 통찰력 개발"에 사용된다. 또한 우주 탐사를 포함한 우주 활동, 우주 임무 데이터 분석, 우주선 실시간 과학 결정, 우주 파편 회피 및 더 자율적인 작동에도 사용될 수 있다.
외계의 지적생명탐사(SETI)에서 기계 학습은 가용 데이터에서 인공적으로 생성된 전자기파를 식별하려는 시도에 사용되어 왔다 – 예를 들어 실시간 관측 – 및 이상 탐지를 통한 기타 기술 서명을 식별하는 데 사용되어 왔다. 미확인비행체학에서 하칸 카얄(Hakan Kayal) 교수가 이끄는 SkyCAM-5 프로젝트와 아비 로브가 이끄는 갈릴레오 프로젝트는 기계 학습을 사용하여 UFO 유형을 감지하고 분류하려고 시도한다. 갈릴레오 프로젝트는 또한 AI를 사용하여 두 가지 추가 유형의 잠재적인 외계 기술 서명을 탐지하려고 한다: 오우무아무아와 같은 성간 천체 및 비인공위성.
기계 학습은 또한 특정 화학 물질의 대기 생성 또는 소비와 관련된 분자의 스펙트럼 서명 데이터 세트를 생성하는 데 사용될 수 있다. 예를 들어, 금성에서 감지되었을 가능성이 있는 포스핀과 같은 물질의 오인식을 방지하고, 정확도가 향상되면 다른 행성에서 분자를 미래에 감지하고 식별하는 데 사용될 수 있다.

### 화학 및 생물학
기계 학습은 약물 설계에 사용되어 왔다. 또한 분자 특성을 예측하고 넓은 화학/반응 공간을 탐색하는 데도 사용되었다. "계산적 합성과 AI 알고리즘을 결합하여 분자 특성을 예측하는" 플랫폼으로 설명되는 계산 반응 네트워크를 통한 컴퓨터 계획 합성은 지구의 생명의 기원, 약물 합성 및 200가지 산업용 폐기물 화학 물질을 중요한 약물 및 농화학 물질로 재활용하는 경로 개발(화학 합성 설계)을 탐구하는 데 사용되어 왔다. 어떤 유형의 컴퓨터 지원 화학이 기계 학습의 이점을 얻을 수 있는지에 대한 연구가 있다. 또한 "약물 발견 및 개발, 약물 재배치, 제약 생산성 향상 및 임상 시험"에 사용될 수 있다. 특정 기능성 부위를 가진 단백질 설계에도 사용되었다.
특정 유전자 DDR1의 효소를 억제하는 약물을 설계, 합성 및 테스트하는 46일 과정을 개발하기 위해 데이터베이스와 함께 사용되었다. DDR1은 암과 섬유증과 관련이 있으며, 이는 이러한 결과를 가능하게 한 고품질 데이터 세트의 한 가지 이유이다.
유전자 발현 패턴을 기능적 활성화 패턴에 매핑하는 데 도움을 주거나 기능적 DNA 모티프를 식별하는 등 인간 생물학을 해독하는 기계 학습의 다양한 응용 유형이 있다. 유전 연구에 널리 사용된다.
또한 합성생물학, 질병 생물학, 나노기술(예: 나노 구조 재료 및 바이오나노기술), 및 재료과학 분야에서도 기계 학습의 일부 활용이 있다.

#### 새로운 유형의 기계 학습

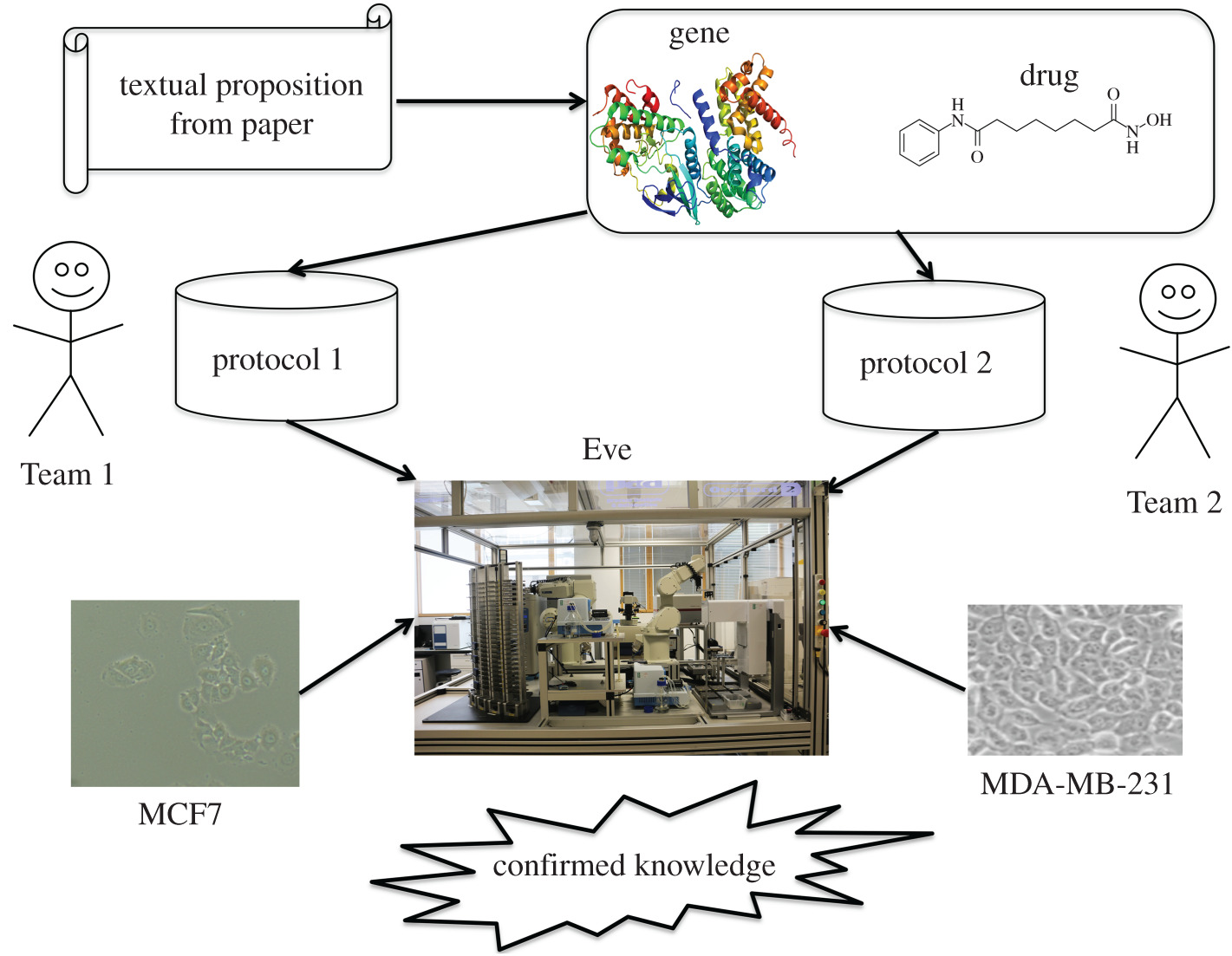
웹 진술 추출 및 생물학 실험실 테스트를 포함하는 반자동 로봇 과학자 프로세스의 개략도

두 대의 로봇 과학자와 같은 로봇화된 프로토타입 로봇 과학자도 있는데, 이는 일반적으로 이 용어와 관련되지 않은 형태의 "기계 학습"을 보여준다.
마찬가지로, 학습 가능한 웻웨어 컴퓨터 (예: 바이오센서로 사용) 및 유기체 신체에 이식 (예: 의수 제어에 사용)에 대한 연구 개발도 진행 중이다. 고분자 기반 인공 뉴런은 생물학적 환경에서 직접 작동하며 인공 및 생체 구성 요소로 만들어진 생체 하이브리드 뉴런을 정의한다.
더욱이, 전뇌 에뮬레이션이 스캐닝과 생화학적 뇌의 최소한의 복제(예: 엠의 시대의 디지털 복제 형태, 아마도 물리 신경망 사용)를 통해 가능하다면, 이는 예를 들어 소중한 인간 활동만큼 또는 그 이상으로 광범위한 응용을 의미할 수 있으며, 사회는 그러한 것들이 구축, 우주로 전송 및 잠재적으로 경쟁하는 예를 들어 잠재적으로 더 합성적이고/또는 덜 인간적이고/또는 비/덜 지각적인 유형의 인공/반인공 지능과 비교하여 사용되는 방식에 대해 실질적인 도덕적 선택, 사회적 위험 및 윤리적 문제에 직면할 수 있음을 의미할 수 있다. 스캐닝에 대한 대안 또는 추가 접근 방식은 뇌의 역공학 유형이다.
인공지능의 하위 범주 중 하나는 구현된 형태로, 물리적 세계에서 학습할 수 있는 하나 이상의 로봇으로 구성된 모바일 로봇 시스템이다.

##### AI에서의 생체 컴퓨팅과 AI로서의 생체 컴퓨팅
또한, 생체 컴퓨터는 인공적이고 고도로 지능적일지라도 일반적으로 합성적인, 주로 실리콘 기반의 컴퓨터와 구별될 수 있다. 그러나 이 두 기술은 결합되어 어느 하나를 설계하는 데 사용될 수 있다. 더욱이, 많은 작업은 AI가 투명하고, 이해되며, 편향이 없고, 겉보기에 효과적이며, 목표에 부합하는 알고리즘을 사용하고, 충분히 크고 정제된 훈련 데이터 세트를 가지고 있다고 해도 제대로 수행되지 않을 수 있다. 이는 예를 들어, 기본 데이터, 사용 가능한 메트릭, 가치관 또는 훈련 방법이 잘못되거나 결함이 있거나 부적절하게 사용될 때 발생할 수 있다. 컴퓨터 지원은 AI를 도구로 사용하여 더 포괄적인 활동 및 시스템에서 협소한 작업을 수행하거나 결과에 크게 의존하지 않고 사용하는 인간 활동을 설명하는 데 사용되는 문구이다 (참조: 휴먼인더루프). 한 연구는 생물학적 구성 요소를 AI의 한계로 설명하며 "생물학적 시스템을 이해하고 형식화하며 모방할 수 없는 한, 우리는 이를 모방할 수 있는 기술을 개발할 수 없을 것"이며, 심지어 이해하더라도 "자연 지능을 모방할 기술적 해결책이 반드시 존재한다는 것을 의미하지는 않는다"고 언급했다. 생물학과 AI를 통합하는 기술에는 바이오로보틱스가 포함된다.

## 보안 및 감시

### 사이버 보안
사이버 보안 회사는 시스템 개선을 위해 신경망, 기계 학습 및 자연어 처리를 채택하고 있다.
사이버 보안 분야에서 AI의 응용은 다음과 같다.
- 네트워크 보호: 기계 학습은 이전에 식별된 위협을 넘어 검색 범위를 넓혀 침입 탐지 시스템을 개선한다[324].
- 엔드포인트 보호: 랜섬웨어와 같은 공격은 일반적인 악성 소프트웨어 동작을 학습하여 차단될 수 있다.
  - AI 관련 사이버 보안 적용 사례는 이점과 복잡성 모두에서 다양하다. 보안 오케스트레이션, 자동화 및 응답 (SOAR) 및 확장된 엔드포인트 탐지 및 응답 (XDR)과 같은 보안 기능은 기업에 상당한 이점을 제공하지만, 상당한 통합 및 적응 노력이 필요하다[325].
- 애플리케이션 보안: 서버 사이드 요청 위조, SQL 삽입, 사이트 간 스크립팅, 분산 서비스 거부와 같은 공격에 대응하는 데 도움이 될 수 있다.
  - AI 기술은 또한 시스템 보안을 개선하고 개인 정보 보호를 강화하는 데 활용될 수 있다. 랜드리아나솔로 (2012)는 침입을 인식하고 더 나은 성능을 발휘하도록 적응할 수 있는 인공 지능 기반 보안 시스템을 제안했다[326]. 클라우드 컴퓨팅 보안을 개선하기 위해 사힐 (2015)은 AI 기술을 사용하여 클라우드 환경을 위한 사용자 프로필 시스템을 만들었다[327].
- 의심스러운 사용자 행동: 기계 학습은 사기 또는 손상된 애플리케이션을 발생 즉시 식별할 수 있다[328].

## 운송 및 물류

### 자동차

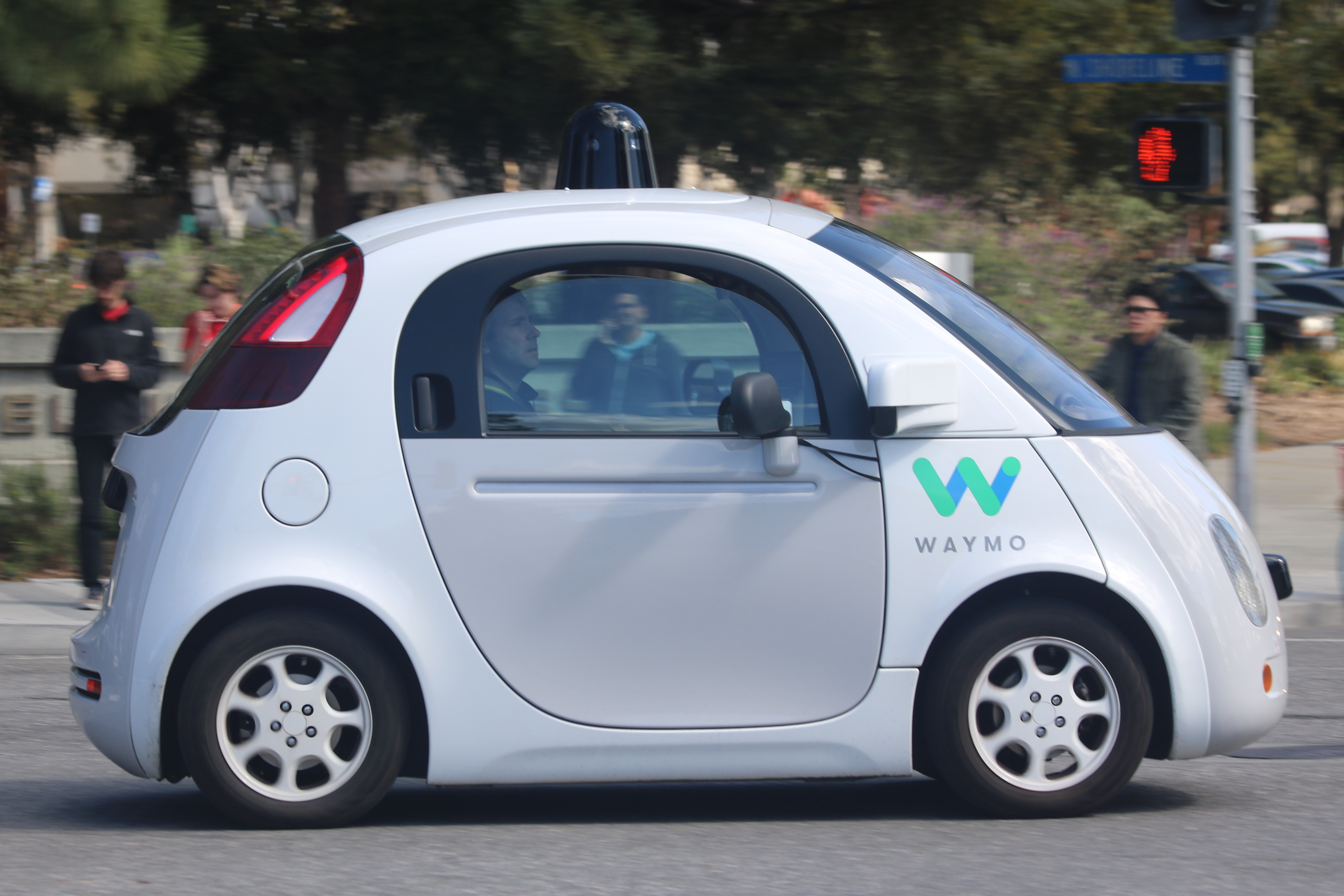
웨이모 자율주행차 측면도

운송 분야의 AI는 환경 및 지역 사회에 대한 영향을 최소화하면서 안전하고 효율적이며 신뢰할 수 있는 운송을 제공할 것으로 기대된다. 주요 개발 과제는 잠재적으로 상충되는 목표를 가진 독립적인 구성 요소 및 당사자를 포함하는 운송 시스템의 복잡성이다.
AI 기반 퍼지 논리 컨트롤러는 변속기를 작동한다. 예를 들어, 2006년형 아우디 TT, 폭스바겐 투아렉 및 폭스바겐 카라벨에는 DSP 변속기가 탑재되어 있다. 여러 스코다 파비아 변형에는 퍼지 논리 기반 컨트롤러가 포함되어 있다. 자동차에는 자동 주차 및 어댑티브 크루즈 컨트롤과 같은 AI 기반 첨단 운전자 보조 시스템 기능이 있다.
전기 미니버스와 같은 자율 자동차 대중교통 차량의 프로토타입과 자율 철도 운송이 운영 중이다.
때로는 배송 로봇을 포함하는 자율 배달 차량의 프로토타입도 있다.
운송의 복잡성은 대부분의 경우 실제 운전 환경에서 AI를 훈련하는 것이 비실용적이라는 것을 의미한다. 시뮬레이터 기반 테스트는 도로 훈련의 위험을 줄일 수 있다.
AI는 무인 자동차의 기반이 된다. AI 관련 회사로는 테슬라, 웨이모, 제너럴 모터스 등이 있다. AI 기반 시스템은 제동, 차선 변경, 충돌 방지, 내비게이션 및 매핑과 같은 기능을 제어한다.
자율 트럭은 테스트 단계에 있다. 영국 정부는 2018년에 자율 트럭 편대 시험을 시작하는 법안을 통과시켰다. 자율 트럭 그룹은 서로 바싹 뒤따라간다. 독일 기업 다임러는 프라이트라이너 인스포레이션을 시험 중이다.
자율 차량은 목적지 사이를 탐색할 수 있도록 정확한 지도가 필요하다. 일부 자율 차량은 인간 운전자(핸들이나 페달 없음)를 허용하지 않는다.

#### 교통 관리
AI는 교통관제를 최적화하는 데 사용되어 대기 시간, 에너지 사용 및 배출량을 25%까지 줄인다.
스마트 교통 신호등은 2009년부터 카네기 멜런 대학교에서 개발되었다. 스티븐 스미스 교수는 그 이후 Surtrac이라는 회사를 설립하여 22개 도시에 스마트 교통 제어 시스템을 설치했다. 교차로당 설치 비용은 약 20,000달러이다. 설치된 교차로에서는 주행 시간이 25% 단축되었고, 교통 체증 대기 시간이 40% 감소했다.

### 군사
오스트레일리아 왕립 공군(RAAF) 공중 및 우주 작전 센터(AOD)는 AI를 전문가 시스템에 사용한다. AI는 전투 및 훈련 시뮬레이터의 대리 운용자, 임무 관리 보조자, 전술 의사 결정 지원 시스템, 시뮬레이터 데이터를 상징적인 요약으로 후처리하는 역할 등을 수행한다.
항공기 시뮬레이터는 항공 조종사 훈련을 위해 AI를 사용한다. 조종사들이 자신이나 값비싼 항공기를 위험에 빠뜨리지 않고 실수를 저지를 수 있는 비행 조건을 시뮬레이션할 수 있다. 공중전도 시뮬레이션할 수 있다.
AI는 지상 차량을 제어하는 것과 유사하게 항공기를 조작하는 데도 사용될 수 있다. 자율 드론은 독립적으로 또는 군집으로 비행할 수 있다.
AOD는 대화형 고장 진단 및 격리 시스템 (IFDIS)을 사용하는데, 이는 TF-30 문서의 정보와 TF-30을 다루는 정비사들의 전문가 조언을 활용하는 규칙 기반 전문가 시스템이다. 이 시스템은 F-111C용 TF-30 개발에 사용하도록 설계되었다. 이 시스템은 전문 인력을 대체했다. 이 시스템을 통해 일반 작업자들은 시스템과 통신하여 실수나 오계산을 피하거나 전문 인력에게 문의할 필요 없이 작업을 수행할 수 있었다.
음성 인식은 교통 관제사가 드론에게 구두 지시를 내릴 수 있도록 한다.
인공지능 지원 항공기 설계, 또는 AIDA는 항공기 개념 설계를 만드는 과정에서 설계자들을 돕는 데 사용된다. 이 프로그램을 통해 설계자들은 설계 자체에 더 집중하고 설계 과정에는 덜 집중할 수 있다. 이 소프트웨어는 또한 사용자가 소프트웨어 도구에 덜 집중할 수 있도록 한다. AIDA는 규칙 기반 시스템을 사용하여 데이터를 계산한다. 이것은 AIDA 모듈의 배치 다이어그램이다. 단순하지만, 이 프로그램은 효과적임이 입증되고 있다.

### NASA
2003년 드라이든 비행 연구 센터 프로젝트에서 손상된 항공기가 안전하게 착륙할 때까지 비행을 계속할 수 있도록 하는 소프트웨어를 개발했다. 이 소프트웨어는 손상되지 않은 나머지 구성 요소를 사용하여 손상된 구성 요소를 보완했다.
2016년 지능형 자동조종장치 시스템은 도제 학습과 행동 복제를 결합하여 자동조종장치가 항공기를 조종하는 데 필요한 저수준 작업과 해당 작업을 적용하는 데 사용되는 고수준 전략을 관찰하도록 했다.

### 해양
신경망은 선박의 상황 인식 시스템에 사용된다. 또한 자율 보트도 있다.

## 유틸리티

### 통신
많은 통신 회사가 인력 관리를 위해 휴리스틱 검색을 사용한다. 예를 들어, BT 그룹은 20,000명의 엔지니어 일정을 관리하는 애플리케이션에 휴리스틱 검색을 배포했다. 기계 학습은 음성 제어 장치를 포함한 음성 인식(SR)과 비디오를 포함한 SR 관련 전사에도 사용된다.

## 응용 분야 목록
다음은 범주별로 정리된 인공지능(AI) 응용 분야이다.

### 농업
- 농업 로봇
- 작물 모니터링
- 디지털 농업
- 정밀 농업
- 수확량 예측

### 건축 및 디자인
- 컴퓨터 지원 설계
- 스마트 도시
- 구조 해석

### 비즈니스
- 행위자 기반 모형
- 비즈니스 프로세스 자동화
- 시장 분석
- 네트워크 최적화
- 사용자 활동 모니터링

### 컴퓨터 과학
- 알고리즘 개발
- 자동 프로그래밍
- 자동화된 추론
- 자동 정리 증명
- 개념 마이닝
- 데이터 마이닝
- 데이터 구조 최적화
- 지식 표현
- 증명 보조기
- 시맨틱 웹
- 신호 처리
- 소프트웨어 개발

### 컴퓨터 비전
- 컴퓨터 비전
- 얼굴 인식
- 필기 인식
- 영상 처리
- 광학 문자 인식
- 사진
- 비디오 조작

### 고객 서비스
- 챗봇
- 감정 분석
- 소셜 봇
- 가상 비서

### 교육
- 교육공학
- 지능형 튜터링 시스템
- 개인화 학습

### 에너지 및 환경
- 탄소 발자국
- 지구 과학 응용
- 환경 모니터링
- 스마트 그리드

### 엔터테인먼트 및 미디어
- 인공 창의성
- 생성형 인공지능
- 추천 시스템
- 합성 미디어
- 가상 현실

### 금융
- 알고리즘 트레이딩
- 신용 점수
- 사기 탐지

### 게임
- 게임 인공지능
- 비디오 게임 봇
- 게임 이론
- 전략 계획

### 건강 관리
- 보건분야의 인공지능
- 진단 (인공지능)
- 의료정보학
- 정신건강
- 생화학
- 생물정보학
- 약물 발견

### 인적 자원
- 직원 참여
- 채용
- 교육 프로그램

### 언어 처리
- 자연어 처리
- 번역
- 채터봇
- 음성 인식

### 법률 및 정부
- 법학연구
- 소송
- 정책 분석
- 공공 서비스

### 제조
- 자동화
- 비선형 제어
- 예측 유지보수
- 품질 관리

### 군사
- 자율 무기
- 정보 분석
- 시뮬레이션 훈련

### 소매 및 전자 상거래
- 가변적 가격 책정
- 재고 관리
- 추천 시스템

### 로봇공학
- 행동 기반 로봇공학
- 지능형 로봇
- 사이버네틱스
- 발달 로봇공학
- 진화 로봇공학
- 인간-로봇 상호작용
- 휴머노이드 로봇
- 하이브리드 인텔리전트 시스템
- 지능형 에이전트
- 지능형 제어
- 로봇공학

### 과학 연구
- 행위자 기반 모형
- 인공생명
- 생체 모방 컴퓨팅
- 데이터 분석
- 지구 과학
- 재료과학
- 물리학
- 시뮬레이션

### 보안 및 감시
- 사이버 보안
- 딥페이크
- 스팸 메일 필터링
- 얼굴 인식

### 사회적 영향
- 경제예측
- 빈곤 감소
- 사회적 형평성

### 운송 및 물류
- 무인 자동차
- 교통관제
- 차량 경로 문제

## 같이 보기
- 법률 정보학에 대한 인공 지능의 응용
- 딥러닝의 응용
- 기계 학습의 응용
- 인공지능과 선거
- 집단 지성 § 응용
- 인공지능 프로젝트 목록
- 기계 학습 연구를 위한 데이터셋 목록
- 공공 데이터
- 인공지능의 진행상황
- 컴퓨팅 연표 틀:CURRENTDECADE–현재

## 내용주
1. ↑  Shin, Minkyu; Kim, Jin; van Opheusden, Bas; Griffiths, Thomas L. (2023). 《Superhuman artificial intelligence can improve human decision-making by increasing novelty》. 《Proceedings of the National Academy of Sciences》 120. e2214840120쪽. arXiv:2303.07462. Bibcode:2023PNAS..12014840S. doi:10.1073/pnas.2214840120. PMC 10041097 |pmc= 값 확인 필요 (도움말). PMID 36913582.
2. ↑  Chen, Yiting; Liu, Tracy Xiao; Shan, You; Zhong, Songfa (2023). 《The emergence of economic rationality of GPT》. 《Proceedings of the National Academy of Sciences》 120. e2316205120쪽. arXiv:2305.12763. Bibcode:2023PNAS..12016205C. doi:10.1073/pnas.2316205120. PMC 10740389 |pmc= 값 확인 필요 (도움말). PMID 38085780.
3. ↑  Brynjolfsson, Erik; Mitchell, Tom (2017년 12월 22일). 《What can machine learning do? Workforce implications》. 《Science》 358. 1530–1534쪽. Bibcode:2017Sci...358.1530B. doi:10.1126/science.aap8062. PMID 29269459.
4. ↑  “What is Generative AI? | IBM”. 《www.ibm.com》 (영어). 2024년 3월 22일. 2025년 7월 22일에 확인함.
5. ↑  Gambhire, Akshaya; Shaikh Mohammad, Bilal N. (2020년 4월 8일). 《Use of Artificial Intelligence in Agriculture》. Proceedings of the 3rd International Conference on Advances in Science & Technology (ICAST) 2020. SSRN 3571733.
6. 1 2  Briefer, Elodie F.; Sypherd, Ciara C.-R.; Linhart, Pavel; Leliveld; Padilla de la Torre, Monica; Read, Eva R.; Guérin, Carole; Deiss, Véronique; Monestier, Chloé; Rasmussen, Jeppe H.; Špinka, Marek; Düpjan, Sandra; Boissy, Alain; Janczak, Andrew M.; Hillmann, Edna; Tallet, Céline (2022년 3월 7일). 《Classification of pig calls produced from birth to slaughter according to their emotional valence and context of production》. 《Scientific Reports》 12. 3409쪽. Bibcode:2022NatSR..12.3409B. doi:10.1038/s41598-022-07174-8. PMC 8901661. PMID 35256620.
7. ↑  Moreno Millán, M; Sevilla Guzmán, E; Demyda, S E (2011). 《Population, Poverty, Production, Food Security, Food Sovereignty, Biotechnology and Sustainable Development: Challenges for the XXI Century》. 《Bulletin of University of Agricultural Sciences and Veterinary Medicine Cluj-Napoca. Veterinary Medicine》 1.
8. ↑  Liundi, Nicholas; Darma, Aditya Wirya; Gunarso, Rivaldi; Warnars, Harco Leslie Hendric Spits (2019). 〈Improving Rice Productivity in Indonesia with Artificial Intelligence〉. 《2019 7th International Conference on Cyber and IT Service Management (CITSM)》. 1–5쪽. doi:10.1109/CITSM47753.2019.8965385. ISBN 978-1-7281-2909-9.
9. ↑  Talaviya, Tanha; Shah, Dhara; Patel, Nivedita; Yagnik, Hiteshri; Shah, Manan (2020). 《Implementation of artificial intelligence in agriculture for optimisation of irrigation and application of pesticides and herbicides》. 《Artificial Intelligence in Agriculture》 4. 58–73쪽. doi:10.1016/j.aiia.2020.04.002.
10. 1 2  “How AI software will change architecture and design”. 《Dezeen》 (영어). 2022년 11월 16일. 2024년 4월 12일에 확인함.
11. ↑  “Smart Procurement Technologies for the Construction Sector - SIPMM Publications”. 《publication.sipmm.edu.sg》 (미국 영어). 2021년 10월 25일. 2022년 11월 30일에 확인함.
12. ↑  Gershgorn, Dave (2021년 6월 29일). “GitHub and OpenAI launch a new AI tool that generates its own code”. 《더 버지》. 2021년 9월 3일에 확인함.
13. ↑  “Google AI creates its own "child" bot”. 《The Independent》. 2017년 12월 5일. 2018년 2월 5일에 확인함.
14. ↑  “Cancelling quantum noise”. 《University of Technology Sydney》 (영어). 2019년 5월 23일. 2022년 5월 29일에 확인함.
15. ↑  “Machine learning paves the way for next-level quantum sensing”. 《University of Bristol》 (영어). 2022년 5월 29일에 확인함.
16. ↑  Spagnolo, Michele; Morris, Joshua; Piacentini, Simone; Antesberger, Michael; Massa, Francesco; Crespi, Andrea; Ceccarelli, Francesco; Osellame, Roberto; Walther, Philip (April 2022). 《Experimental photonic quantum memristor》. 《Nature Photonics》 16. 318–323쪽. arXiv:2105.04867. Bibcode:2022NaPho..16..318S. doi:10.1038/s41566-022-00973-5.
17. ↑  Ramanathan, Shriram (July 2018). 《Quantum materials for brain sciences and artificial intelligence》. 《MRS Bulletin》 43. 534–540쪽. Bibcode:2018MRSBu..43..534R. doi:10.1557/mrs.2018.147.
18. ↑  《Artificial intelligence makes accurate quantum chemical simulations more affordable》. 《Nature Portfolio Chemistry Community》 (영어). 2021년 12월 2일. 2022년 5월 30일에 확인함.
19. ↑  Guan, Wen; Perdue, Gabriel; Pesah, Arthur; Schuld, Maria; Terashi, Koji; Vallecorsa, Sofia; Vlimant, Jean-Roch (March 2021). 《Quantum machine learning in high energy physics》. 《Machine Learning: Science and Technology》 2. 011003쪽. arXiv:2005.08582. doi:10.1088/2632-2153/abc17d.
20. ↑  “Europe's First Quantum Computer with More Than 5K Qubits Launched at Jülich”. 《HPCwire》. 2022년 5월 30일에 확인함.
21. 1 2  Stanev, Valentin; Choudhary, Kamal; Kusne; Paglione, Johnpierre; Takeuchi, Ichiro (2021년 10월 13일). 《Artificial intelligence for search and discovery of quantum materials》. 《Communications Materials》 2. 105쪽. Bibcode:2021CoMat...2..105S. doi:10.1038/s43246-021-00209-z.
22. 1 2  Glavin, Nicholas R.; Ajayan, Pulickel M.; Kar, Swastik (2022년 2월 23일). 《Quantum Materials Manufacturing》. 《Advanced Materials》 35. 2109892쪽. doi:10.1002/adma.202109892. PMID 35195312.
23. ↑  Cova, Tânia; Vitorino, Carla; Ferreira, Márcio; Nunes, Sandra; Rondon-Villarreal, Paola; Pais, Alberto (2022). 〈Artificial Intelligence and Quantum Computing as the Next Pharma Disruptors〉. 《Artificial Intelligence in Drug Design》. Methods in Molecular Biology 2390. 321–347쪽. doi:10.1007/978-1-0716-1787-8_14. ISBN 978-1-0716-1786-1. PMID 34731476.
24. ↑  Batra, Kushal; Zorn, Kimberley M.; Foil, Daniel H.; Minerali, Eni; Gawriljuk, Victor O.; Lane, Thomas R.; Ekins, Sean (2021년 6월 28일). 《Quantum Machine Learning Algorithms for Drug Discovery Applications》. 《Journal of Chemical Information and Modeling》 61. 2641–2647쪽. doi:10.1021/acs.jcim.1c00166. PMC 8254374. PMID 34032436.
25. ↑  Barkoutsos, Panagiotis Kl; Gkritsis, Fotios; Ollitrault, Pauline J.; Sokolov, Igor O.; Woerner, Stefan; Tavernelli, Ivano (April 2021). 《Quantum algorithm for alchemical optimization in material design》. 《Chemical Science》 12. 4345–4352쪽. doi:10.1039/D0SC05718E. PMC 8179438. PMID 34163697.
26. ↑  Russell, Stuart J.; Norvig, Peter (2003), 《Artificial Intelligence: A Modern Approach》 2판, Upper Saddle River, New Jersey: Prentice Hall, ISBN 0-13-790395-2
27. 1 2  Kongthon, Alisa; Sangkeettrakarn, Chatchawal; Kongyoung, Sarawoot; Haruechaiyasak, Choochart (2009). 〈Implementing an online help desk system based on conversational agent〉. 《Proceedings of the International Conference on Management of Emergent Digital EcoSystems》. 450–451쪽. doi:10.1145/1643823.1643908. ISBN 978-1-60558-829-2.
28. ↑  Sara Ashley O'Brien (2016년 1월 12일). “Is this app the call center of the future?”. CNN. 2016년 9월 26일에 확인함.
29. ↑  Clark, Jack (2016년 7월 20일). “New Google AI Brings Automation to Customer Service”. 《Bloomberg.com》.
30. ↑  “Amazon.com tests customer service chatbots”. 《Amazon Science》 (영어). 2020년 2월 25일. 2021년 4월 23일에 확인함.
31. ↑  Malatya Turgut Ozal University, Malatya, Turkey; Isguzar, Seda; Fendoglu, Eda; Malatya Turgut Ozal University, Malatya, Turkey; SimSek, Ahmed Ihsan (May 2024). 《Innovative Applications in Businesses: An Evaluation on Generative Artificial Intelligence》 (PDF). 《Amfiteatru Economic》 26. 511쪽. doi:10.24818/EA/2024/66/511. 2024년 6월 13일에 확인함.
32. ↑  “Advanced analytics in hospitality”. 《McKinsey & Company》. 2017. 2020년 1월 14일에 확인함.
33. ↑  Zlatanov, Sonja; Popesku, Jovan (2019). 〈Current Applications of Artificial Intelligence in Tourism and Hospitality〉. 《Proceedings of the International Scientific Conference - Sinteza 2019》. 84–90쪽. doi:10.15308/Sinteza-2019-84-90. ISBN 978-86-7912-703-7.
34. 1 2  “AI in Education| Harvard Graduate School of Education”. 《www.gse.harvard.edu》 (영어). 2023년 2월 9일. 2024년 4월 20일에 확인함.
35. 1 2 3 4  nair, madhu (2021년 3월 10일). “AI In Education: Where Is It Now And What Is The Future”. 《University of the People》 (미국 영어). 2024년 4월 20일에 확인함.
36. 1 2  “The promises and perils of new technologies to improve education and employment opportunities”. 《Brookings》 (미국 영어). 2024년 4월 20일에 확인함.
37. ↑  “EU AI Act: First regulation on artificial intelligence”. 2023년 8월 6일.
38. ↑  Dragicevic, Tomislav; Wheeler, Patrick; Blaabjerg, Frede (August 2019). 《Artificial Intelligence Aided Automated Design for Reliability of Power Electronic Systems》. 《IEEE Transactions on Power Electronics》 34. 7161–7171쪽. Bibcode:2019ITPE...34.7161D. doi:10.1109/TPEL.2018.2883947.
39. ↑  “Role of AI in Energy”. 《DOE》.
40. ↑  Bourhnane, Safae; Abid, Mohamed Riduan; Lghoul, Rachid; Zine-Dine, Khalid; Elkamoun, Najib; Benhaddou, Driss (2020년 1월 30일). 《Machine learning for energy consumption prediction and scheduling in smart buildings》. 《SN Applied Sciences》 2. 297쪽. doi:10.1007/s42452-020-2024-9.
41. ↑  Kanwal, Sidra; Khan, Bilal; Muhammad Ali, Sahibzada (February 2021). 《Machine learning based weighted scheduling scheme for active power control of hybrid microgrid》. 《International Journal of Electrical Power & Energy Systems》 125. 106461쪽. Bibcode:2021IJEPE.12506461K. doi:10.1016/j.ijepes.2020.106461.
42. ↑  Mohanty, Prasanta Kumar; Jena, Premalata; Padhy, Narayana Prasad (2020). 〈Home Electric Vehicle Charge Scheduling Using Machine Learning Technique〉. 《2020 IEEE International Conference on Power Systems Technology (POWERCON)》. 1–5쪽. doi:10.1109/POWERCON48463.2020.9230627. ISBN 978-1-7281-6350-5.
43. ↑  Foster, Isabella (2021년 3월 15일). “Making Smart Grids Smarter with Machine Learning”. 《EIT | Engineering Institute of Technology》 (오스트레일리아 영어). 2022년 7월 3일에 확인함.
44. 1 2  Ciaramella, Alberto; Ciaramella, Marco (2024). 《Introduction to Artificial Intelligence: from data analysis to generative AI》. Intellisemantic Editions. 211쪽. ISBN 978-8894787603.
45. ↑  Williams, Ben; Lamont, Timothy A. C.; Chapuis, Lucille; Harding, Harry R.; May, Eleanor B.; Prasetya, Mochyudho E.; Seraphim, Marie J.; Jompa, Jamaluddin; Smith, David J.; Janetski, Noel; Radford, Andrew N.; Simpson, Stephen D. (July 2022). 《Enhancing automated analysis of marine soundscapes using ecoacoustic indices and machine learning》. 《Ecological Indicators》 140. 108986쪽. Bibcode:2022EcInd.14008986W. doi:10.1016/j.ecolind.2022.108986. hdl:10871/129693.
46. ↑  Hino, M.; Benami, E.; Brooks, N. (October 2018). 《Machine learning for environmental monitoring》. 《Nature Sustainability》 1. 583–588쪽. Bibcode:2018NatSu...1..583H. doi:10.1038/s41893-018-0142-9.
47. ↑  “How machine learning can help environmental regulators”. 《Stanford News》 (영어). Stanford University. 2019년 4월 8일. 2022년 5월 29일에 확인함.
48. ↑  “AI empowers environmental regulators”. 《Stanford News》 (영어). Stanford University. 2021년 4월 19일. 2022년 5월 29일에 확인함.
49. 1 2  “Artificial intelligence in space”. 《www.esa.int》 (영어). 2022년 5월 30일에 확인함.
50. ↑  Frost, Rosie (2022년 5월 9일). “Plastic waste can now be found and monitored from space”. 《euronews》 (영어). 2022년 6월 24일에 확인함.
51. ↑  “Global Plastic Watch”. 《www.globalplasticwatch.org》 (영어). 2022년 6월 24일에 확인함.
52. ↑  “AI may predict the next virus to jump from animals to humans”. 《Public Library of Science》 (영어). 2021년 10월 19일에 확인함.
53. ↑  Mollentze, Nardus; Babayan, Simon A.; Streicker, Daniel G. (2021년 9월 28일). 《Identifying and prioritizing potential human-infecting viruses from their genome sequences》. 《PLOS Biology》 19. e3001390쪽. doi:10.1371/journal.pbio.3001390. PMC 8478193. PMID 34582436.
54. ↑  Li, Zefeng; Meier, Men-Andrin; Hauksson, Egill; Zhan, Zhongwen; Andrews, Jennifer (2018년 5월 28일). 《Machine Learning Seismic Wave Discrimination: Application to Earthquake Early Warning》. 《Geophysical Research Letters》 45. 4773–4779쪽. Bibcode:2018GeoRL..45.4773L. doi:10.1029/2018GL077870.
55. ↑  “Machine learning and gravity signals could rapidly detect big earthquakes”. 《Science News》. 2022년 5월 11일. 2022년 7월 3일에 확인함.
56. ↑  Fauvel, Kevin; Balouek-Thomert, Daniel; Melgar, Diego; Silva, Pedro; Simonet, Anthony; Antoniu, Gabriel; Costan, Alexandru; Masson, Véronique; Parashar, Manish; Rodero, Ivan; Termier, Alexandre (2020년 4월 3일). 《A Distributed Multi-Sensor Machine Learning Approach to Earthquake Early Warning》. 《Proceedings of the AAAI Conference on Artificial Intelligence》 34. 403–411쪽. doi:10.1609/aaai.v34i01.5376.
57. ↑  Thirugnanam, Hemalatha; Ramesh, Maneesha Vinodini; Rangan, Venkat P. (September 2020). 《Enhancing the reliability of landslide early warning systems by machine learning》. 《Landslides》 17. 2231–2246쪽. Bibcode:2020Lands..17.2231T. doi:10.1007/s10346-020-01453-z.
58. ↑  Moon, Seung-Hyun; Kim, Yong-Hyuk; Lee, Yong Hee; Moon, Byung-Ro (2019). 《Application of machine learning to an early warning system for very short-term heavy rainfall》. 《Journal of Hydrology》 568. 1042–1054쪽. Bibcode:2019JHyd..568.1042M. doi:10.1016/j.jhydrol.2018.11.060.
59. ↑  Robinson, Bethany; Cohen, Jonathan S.; Herman, Jonathan D. (September 2020). 《Detecting early warning signals of long-term water supply vulnerability using machine learning》. 《Environmental Modelling & Software》 131. 104781쪽. Bibcode:2020EnvMS.13104781R. doi:10.1016/j.envsoft.2020.104781.
60. ↑  Bury, Thomas M.; Sujith, R. I.; Pavithran, Induja; Scheffer, Marten; Lenton, Timothy M.; Anand, Madhur; Bauch, Chris T. (2021년 9월 28일). 《Deep learning for early warning signals of tipping points》. 《Proceedings of the National Academy of Sciences》 118. e2106140118쪽. Bibcode:2021PNAS..11806140B. doi:10.1073/pnas.2106140118. PMC 8488604. PMID 34544867.
61. ↑  Park, Yongeun; Lee, Han Kyu; Shin, Jae-Ki; Chon, Kangmin; Kim, SungHwan; Cho, Kyung Hwa; Kim, Jin Hwi; Baek, Sang-Soo (2021년 6월 15일). 《A machine learning approach for early warning of cyanobacterial bloom outbreaks in a freshwater reservoir》. 《Journal of Environmental Management》 288. 112415쪽. Bibcode:2021JEnvM.28812415P. doi:10.1016/j.jenvman.2021.112415. PMID 33774562.
62. ↑  Li, Jun; Wang, Zhaoli; Wu, Xushu; Xu, Chong-Yu; Guo, Shenglian; Chen, Xiaohong; Zhang, Zhenxing (August 2021). 《Robust Meteorological Drought Prediction Using Antecedent SST Fluctuations and Machine Learning》. 《Water Resources Research》 57. Bibcode:2021WRR....5729413L. doi:10.1029/2020WR029413. hdl:10852/92935.
63. ↑  Khan, Najeebullah; Sachindra, D. A.; Shahid, Shamsuddin; Ahmed, Kamal; Shiru, Mohammed Sanusi; Nawaz, Nadeem (May 2020). 《Prediction of droughts over Pakistan using machine learning algorithms》. 《Advances in Water Resources》 139. 103562쪽. Bibcode:2020AdWR..13903562K. doi:10.1016/j.advwatres.2020.103562.
64. ↑  Kaur, Amandeep; Sood, Sandeep K. (May 2020). 《Deep learning based drought assessment and prediction framework》. 《Ecological Informatics》 57. 101067쪽. Bibcode:2020EcInf..5701067K. doi:10.1016/j.ecoinf.2020.101067.
65. ↑  《Preparing for the future of artificial intelligence》. National Science and Technology Council. 14쪽. OCLC 965620122. 2024년 12월 7일에 확인함.
66. ↑  “Research at NVIDIA: Transforming Standard Video Into Slow Motion with AI”. 2018년 6월 18일. 2021년 12월 21일에 원본 문서에서 보존된 문서  – YouTube 경유.
67. ↑  “Artificial intelligence is helping old video games look like new”. 《The Verge》. 2019년 4월 18일.
68. ↑  “Review: Topaz Sharpen AI is Amazing”. 《petapixel.com》. 2019년 3월 4일.
69. ↑  Griffin, Matthew (2018년 4월 26일). “AI can now restore your corrupted photos to their original condition”.
70. ↑  “NVIDIA's AI can fix bad photos by looking at other bad photos”. 《Engadget》. 2018년 7월 10일.
71. ↑  “Using AI to Colorize and Upscale a 109-Year-Old Video of New York City to 4K and 60fps”. 《petapixel.com》. 2020년 2월 24일.
72. ↑  “YouTubers are upscaling the past to 4K. Historians want them to stop”. 《Wired UK》.
73. ↑  “Facebook's image outage reveals how the company's AI tags your photos”. 《The Verge》. 2019년 7월 3일.
74. ↑  “Google's DeepMind AI can 'transframe' a single image into a video”. 2022년 8월 18일.
75. ↑  “Google's new AI turns text into music”. 2023년 1월 28일.
76. ↑  “Google's new AI music generator can create - and hold - a tune”. 2023년 1월 30일.
77. ↑  “CSDL | IEEE Computer Society”.
78. ↑  Jodka, Sara (2024년 2월 1일). “Manipulating reality: the intersection of deepfakes and the law”. 《Reuters.com》. 2024년 12월 8일에 확인함.
79. ↑  “InVID kick-off meeting”. 《InVID project》. 2016년 1월 22일. 2021년 12월 23일에 확인함. We are kicking-off the new H2020 InVID research project.
80. ↑  (In Video Veritas)
81. ↑  “Consortium of the InVID project”. 《InVID project》. 2021년 12월 23일에 확인함. The InVID vision: The InVID innovation action develops a knowledge verification platform to detect emerging stories and assess the reliability of newsworthy video files and content spread via social media.
82. ↑  Teyssou, Denis (2019). 〈Applying Design Thinking Methodology: The InVID Verification Plugin〉. 《Video Verification in the Fake News Era》. 263–279쪽. doi:10.1007/978-3-030-26752-0_9. ISBN 978-3-030-26751-3.
83. ↑  “Fake news debunker by InVID & WeVerify” (영어). 2021년 12월 23일에 확인함.
84. ↑  “TUM Visual Computing & Artificial Intelligence: Prof. Matthias Nießner”. 《niessnerlab.org》.
85. ↑  “Will "Deepfakes" Disrupt the Midterm Election?”. 《Wired》. November 2018.
86. 1 2  Afchar, Darius; Nozick, Vincent; Yamagishi, Junichi; Echizen, Isao (2018). 〈MesoNet: A Compact Facial Video Forgery Detection Network〉. 《2018 IEEE International Workshop on Information Forensics and Security (WIFS)》. 1–7쪽. arXiv:1809.00888. doi:10.1109/WIFS.2018.8630761. ISBN 978-1-5386-6536-7.
87. ↑  Lyons, Kim (2020년 1월 29일). “FTC says the tech behind audio deepfakes is getting better”. 《The Verge》.
88. ↑  “Audio samples from "Transfer Learning from Speaker Verification to Multispeaker Text-To-Speech Synthesis"”. 《google.github.io》.
89. ↑  Strickland, Eliza (2019년 12월 11일). “Facebook AI Launches Its Deepfake Detection Challenge”. 《IEEE Spectrum》.
90. ↑  “Contributing Data to Deepfake Detection Research”. 《ai.googleblog.com》. 2019년 9월 24일.
91. ↑  Ober, Holly. “New method detects deepfake videos with up to 99% accuracy”. 《University of California-Riverside》 (영어). 2022년 7월 3일에 확인함.
92. ↑  “AI algorithm detects deepfake videos with high accuracy”. 《techxplore.com》 (영어). 2022년 7월 3일에 확인함.
93. 1 2 3  “Welcome to the new surreal. How AI-generated video is changing film.”. 《MIT Technology Review》 (영어). 2023년 12월 5일에 확인함.
94. ↑  Bean, Thomas H. Davenport and Randy (2023년 6월 19일). “The Impact of Generative AI on Hollywood and Entertainment”. 《MIT Sloan Management Review》 (미국 영어). 2023년 12월 5일에 확인함.
95. ↑  Cheng, Jacqui (2009년 9월 30일). “Virtual composer makes beautiful music—and stirs controversy”. 《Ars Technica》.
96. ↑  US patent 7696426
97. ↑  “Computer composer honours Turing's centenary”. 《New Scientist》 (미국 영어). 2012년 7월 4일. 2016년 4월 13일에 원본 문서에서 보존된 문서. 2021년 12월 27일에 확인함.
98. ↑  Hick, Thierry (2016년 10월 11일). “La musique classique recomposée”. 《Luxemburger Wort》.
99. ↑  “Résultats de recherche - La Sacem”. 《repertoire.sacem.fr》.
100. ↑  Requena, Gloria; Sánchez, Carlos; Corzo-Higueras, José Luis; Reyes-Alvarado, Sirenia; Rivas-Ruiz, Francisco; Vico, Francisco; Raglio, Alfredo (2014). 《Melomics music medicine (M3) to lessen pain perception during pediatric prick test procedure》. 《Pediatric Allergy and Immunology》 25. 721–724쪽. doi:10.1111/pai.12263. PMID 25115240.
101. ↑  “Watson Beat on GitHub”. 《깃허브》. 2018년 10월 10일.
102. ↑  “Songs in the Key of AI”. 《Wired》. 2018년 5월 17일.
103. ↑  “Hayeon, sister of Girls' Generation's Taeyeon, debuts with song made by AI”. 《koreajoongangdaily.joins.com》 (영어). 2020년 10월 7일. 2020년 10월 23일에 확인함.
104. ↑  business intelligence solutions 보관됨 3 11월 2011 - 웨이백 머신. Narrative Science. Retrieved 21 July 2013.
105. ↑  Eule, Alexander. “Big Data and Yahoo's Quest for Mass Personalization”. 《Barron's》.
106. ↑  “Artificial Intelligence Software that Writes like a Human Being”. 2013년 4월 12일에 원본 문서에서 보존된 문서. 2013년 3월 11일에 확인함.
107. ↑  Riedl, Mark Owen; Bulitko, Vadim (2012년 12월 6일). 《Interactive Narrative: An Intelligent Systems Approach》. 《AI Magazine》 34. 67쪽. doi:10.1609/aimag.v34i1.2449.
108. ↑  Callaway, Charles B.; Lester, James C. (August 2002). 《Narrative prose generation》. 《Artificial Intelligence》 139. 213–252쪽. doi:10.1016/S0004-3702(02)00230-8.
109. ↑  “A Japanese AI program just wrote a short novel, and it almost won a literary prize”. 《Digital Trends》 (미국 영어). 2016년 3월 23일. 2016년 11월 18일에 확인함.
110. ↑  “Bot News”. 《Hanteo News》 (미국 영어). 2020년 10월 20일. 2020년 10월 20일에 확인함.
111. ↑  Canavilhas, João (September 2022). 《Artificial Intelligence and Journalism: Current Situation and Expectations in the Portuguese Sports Media》. 《Journalism and Media》 (영어) 3. 510–520쪽. doi:10.3390/journalmedia3030035. hdl:10400.6/12308.
112. 1 2 3 4  Galily, Yair (August 2018). 《Artificial intelligence and sports journalism: Is it a sweeping change?》. 《Technology in Society》 54. 47–51쪽. doi:10.1016/j.techsoc.2018.03.001.
113. ↑  Wu, Daniel (2023년 8월 31일). “Gannett halts AI-written sports recaps after readers mocked the stories”. 《Washington Post》 (미국 영어). 2023년 10월 31일에 확인함.
114. ↑  “Study reveals bot-on-bot editing wars raging on Wikipedia's pages”. 《The Guardian》 (영어). 2017년 2월 23일. 2023년 1월 10일에 확인함.
115. ↑  Cole, K. C. “The Shaky Ground Truths of Wikipedia”. 《Wired》. 2023년 1월 10일에 확인함.
116. ↑  “AI can automatically rewrite outdated text in Wikipedia articles”. 《Engadget》. 2023년 1월 10일에 확인함.
117. ↑  Metz, Cade. “Wikipedia Deploys AI to Expand Its Ranks of Human Editors”. 《Wired》. 2023년 1월 10일에 확인함.
118. ↑  “Wikipedia taps Google to help editors translate articles”. 《VentureBeat》. 2019년 1월 9일. 2023년 1월 9일에 확인함.
119. ↑  Wilson, Kyle (2019년 5월 8일). “Wikipedia has a Google Translate problem”. 《The Verge》. 2023년 1월 9일에 확인함.
120. ↑  “Why AI researchers like video games”. 《The Economist》. 2017년 10월 5일에 원본 문서에서 보존된 문서.
121. ↑  Yannakakis, Geogios N. (2012). 〈Game AI revisited〉. 《Proceedings of the 9th conference on Computing Frontiers - CF '12》. 285쪽. doi:10.1145/2212908.2212954. ISBN 978-1-4503-1215-8.
122. ↑  Maass, Laura E. Shummon (2019년 7월 1일). “Artificial Intelligence in Video Games”. 《Medium》 (영어). 2021년 4월 23일에 확인함.
123. ↑  Markoff, John (2011년 2월 16일). “Computer Wins on 'Jeopardy!': Trivial, It's Not”. 《뉴욕 타임스》. 2014년 10월 22일에 원본 문서에서 보존된 문서. 2014년 10월 25일에 확인함.
124. ↑  “AlphaGo – Google DeepMind”. 2016년 3월 10일에 원본 문서에서 보존된 문서.
125. ↑  “Artificial intelligence: Google's AlphaGo beats Go master Lee Se-dol”. 《BBC News》. 2016년 3월 12일. 2016년 8월 26일에 원본 문서에서 보존된 문서. 2016년 10월 1일에 확인함.
126. ↑  Metz, Cade (2017년 5월 27일). “After Win in China, AlphaGo's Designers Explore New AI”. 《Wired》. 2017년 6월 2일에 원본 문서에서 보존된 문서.
127. ↑  “World's Go Player Ratings”. May 2017. 2017년 4월 1일에 원본 문서에서 보존된 문서.
128. ↑  “柯洁迎19岁生日 雄踞人类世界排名第一已两年” (중국어). May 2017. 2017년 8월 11일에 원본 문서에서 보존된 문서.
129. ↑  “MuZero: Mastering Go, chess, shogi and Atari without rules”. 《Deepmind》. 2020년 12월 23일. 2021년 3월 1일에 확인함.
130. ↑  Steven Borowiec; Tracey Lien (2016년 3월 12일). “AlphaGo beats human Go champ in milestone for artificial intelligence”. 《로스앤젤레스 타임스》. 2016년 3월 13일에 확인함.
131. ↑  Solly, Meilan. “This Poker-Playing A.I. Knows When to Hold 'Em and When to Fold 'Em”. 《Smithsonian》. Pluribus has bested poker pros in a series of six-player no-limit Texas Hold'em games, reaching a milestone in artificial intelligence research. It is the first bot to beat humans in a complex multiplayer competition.
132. ↑  Bowling, Michael; Burch, Neil; Johanson, Michael; Tammelin, Oskari (2015년 1월 9일). 《Heads-up limit hold'em poker is solved》. 《Science》 347. 145–149쪽. Bibcode:2015Sci...347..145B. doi:10.1126/science.1259433. PMID 25574016.
133. ↑  Ontanon, Santiago; Synnaeve, Gabriel; Uriarte, Alberto; Richoux, Florian; Churchill, David; Preuss, Mike (December 2013). 《A Survey of Real-Time Strategy Game AI Research and Competition in StarCraft》. 《IEEE Transactions on Computational Intelligence and AI in Games》 5. 293–311쪽. doi:10.1109/TCIAIG.2013.2286295.
134. ↑  “Facebook Quietly Enters StarCraft War for AI Bots, and Loses”. 《WIRED》. 2017. 2018년 5월 7일에 확인함.
135. ↑  Silver, David; Hubert, Thomas; Schrittwieser, Julian; Antonoglou, Ioannis; Lai, Matthew; Guez, Arthur; Lanctot, Marc; Sifre, Laurent; Kumaran, Dharshan; Graepel, Thore; Lillicrap, Timothy; Simonyan, Karen; Hassabis, Demis (2018년 12월 7일). 《A general reinforcement learning algorithm that masters chess, shogi, and go through self-play》. 《사이언스》 362. 1140–1144쪽. Bibcode:2018Sci...362.1140S. doi:10.1126/science.aar6404. PMID 30523106.
136. ↑  Sample, Ian (2017년 10월 18일). “'It's able to create knowledge itself': Google unveils AI that learns on its own”. 《The Guardian》 (영어). 2018년 5월 7일에 확인함.
137. ↑  Appenzeller, Tim (2017년 7월 7일). “The AI revolution in science”. 《Science》. doi:10.1126/science.aan7064.
138. ↑  “The superhero of artificial intelligence: can this genius keep it in check?”. 《The Guardian》. 2016년 2월 16일. 2018년 4월 23일에 원본 문서에서 보존된 문서. 2018년 4월 26일에 확인함.
139. ↑  Mnih, Volodymyr; Kavukcuoglu, Koray; Silver, David; Rusu, Andrei A.; Veness, Joel; Bellemare, Marc G.; Graves, Alex; Riedmiller, Martin; Fidjeland, Andreas K.; Ostrovski, Georg; Petersen, Stig; Beattie, Charles; Sadik, Amir; Antonoglou, Ioannis; King, Helen; Kumaran, Dharshan; Wierstra, Daan; Legg, Shane; Hassabis, Demis (2015년 2월 26일). 《Human-level control through deep reinforcement learning》. 《Nature》 518. 529–533쪽. Bibcode:2015Natur.518..529M. doi:10.1038/nature14236. PMID 25719670.
140. ↑  Sample, Ian (2017년 3월 14일). “Google's DeepMind makes AI program that can learn like a human”. 《The Guardian》. 2018년 4월 26일에 원본 문서에서 보존된 문서. 2018년 4월 26일에 확인함.
141. ↑  Schrittwieser, Julian; Antonoglou, Ioannis; Hubert, Thomas; Simonyan, Karen; Sifre, Laurent; Schmitt, Simon; Guez, Arthur; Lockhart, Edward; Hassabis, Demis; Graepel, Thore; Lillicrap, Timothy; Silver, David (2020년 12월 24일). 《Mastering Atari, Go, chess and shogi by planning with a learned model》. 《Nature》 588. 604–609쪽. arXiv:1911.08265. Bibcode:2020Natur.588..604S. doi:10.1038/s41586-020-03051-4. PMID 33361790.
142. ↑  Ortiz, Sabrina. “You can now chat with a famous AI character on Viber. Here's how”. 《지디넷》. ZDNET. 2024년 12월 5일에 확인함. ICONIQ created Kuki, an AI character whose sole purpose is to entertain humans and has even been used as a brand ambassador for H&M, modeled for Vogue, and starred in its own Roblox game.
143. ↑  Lewis, Nell (2020년 8월 19일). “Robot friends: Why people talk to chatbots in times of trouble”. 《cnn.com》 (CNN). 2024년 12월 5일에 확인함. Since 2016, when the bot landed on major messaging platforms, an estimated 5 million unique users hailing from all corners of the world have chatted with her.
144. ↑  Fairhead, Harry (2011년 3월 26일). “Kinect's AI breakthrough explained”. 《I Programmer》. 2016년 2월 1일에 원본 문서에서 보존된 문서.
145. 1 2  Poltronieri, Fabrizio Augusto; Hänska, Max (2019). 〈Technical Images and Visual Art in the Era of Artificial Intelligence: From GOFAI to GANs〉. 《Proceedings of the 9th International Conference on Digital and Interactive Arts》. 1–8쪽. doi:10.1145/3359852.3359865. ISBN 978-1-4503-7250-3.
146. ↑  “Fine art print - crypto art”. 《Kate Vass Galerie》 (미국 영어). 2022년 5월 7일에 확인함.
147. 1 2  “Analysis | Is That Trump Photo Real? Free AI Tools Come With Risks”. 《Washington Post》. 2022년 8월 30일에 확인함.
148. ↑  “Google's image generator rivals DALL-E in shiba inu drawing”. 《TechCrunch》. 2022년 8월 30일에 확인함.
149. ↑  “Midjourney's enthralling AI art generator goes live for everyone”. 《PCWorld》 (영어).
150. ↑  “After Photos, Here's How AI Made A Trippy Music Video Out Of Thin Air”. 《Fossbytes》. 2022년 5월 19일. 2022년 5월 30일에 확인함.
151. ↑  Cetinic, Eva; She, James (2022년 2월 16일). 《Understanding and Creating Art with AI: Review and Outlook》. 《ACM Transactions on Multimedia Computing, Communications, and Applications》 18. 66:1–66:22쪽. arXiv:2102.09109. doi:10.1145/3475799.
152. ↑  Lang, Sabine; Ommer, Bjorn (2018). 〈Reflecting on How Artworks Are Processed and Analyzed by Computer Vision: Supplementary Material〉. 《Proceedings of the European Conference on Computer Vision (ECCV) Workshops》 – Computer Vision Foundation 경유.
153. ↑  admin (2023년 9월 12일). “Top 2 Technologies that will Influence the Future of Animation”. 《VGenMedia》 (미국 영어). 2023년 12월 4일에 확인함.
154. ↑  “Artificial Intelligence Animation: What Is It and How Does It Function?”. 《Pigeon Studio》 (미국 영어). 2023년 12월 4일에 확인함.
155. ↑  Cole, Samantha (2023년 2월 1일). “Netflix Made an Anime Using AI Due to a 'Labor Shortage,' and Fans Are Pissed”. 《Vice》 (영어). 2023년 12월 4일에 확인함.
156. ↑  “What is Move AI? A Revolution in Motion Capture” (미국 영어). 2023년 9월 12일. 2023년 12월 4일에 확인함.
157. ↑  Christy, Charles A. (1990년 1월 17일). “Impact of Artificial Intelligence on Banking”. 《Los Angeles Times》. 2019년 9월 10일에 확인함.
158. ↑  O'Neill, Eleanor (2016년 7월 31일). “Accounting, automation and AI”. 《icas.com》 (영어). 2016년 11월 18일에 원본 문서에서 보존된 문서. 2016년 11월 18일에 확인함.
159. ↑  “CTO Corner: Artificial Intelligence Use in Financial Services – Financial Services Roundtable”. 《Financial Services Roundtable》 (미국 영어). 2015년 4월 2일. 2016년 11월 18일에 원본 문서에서 보존된 문서. 2016년 11월 18일에 확인함.
160. ↑  “Artificial Intelligence Solutions, AI Solutions”. 《sas.com》.
161. ↑  Chapman, Lizette (2019년 1월 7일). “Palantir once mocked the idea of salespeople. Now it's hiring them”. 《Los Angeles Times》. 2019년 2월 28일에 확인함.
162. ↑  《Artificial Intelligence and Economic Theory: Skynet in the Market》. Advanced Information and Knowledge Processing. 2017. doi:10.1007/978-3-319-66104-9. ISBN 978-3-319-66103-2.
163. ↑  Marwala, Tshilidzi; Hurwitz, Evan (2017). 〈Efficient Market Hypothesis〉. 《Artificial Intelligence and Economic Theory: Skynet in the Market》. Advanced Information and Knowledge Processing. 101–110쪽. doi:10.1007/978-3-319-66104-9_9. ISBN 978-3-319-66103-2.
164. ↑  Shao, Jun; Lou, Zhukun; Wang, Chong; Mao, Jinye; Ye, Ailin (2022년 5월 16일). 《The impact of artificial intelligence (AI) finance on financing constraints of non-SOE firms in emerging markets》. 《International Journal of Emerging Markets》 17. 930–944쪽. doi:10.1108/IJOEM-02-2021-0299.
165. ↑  “Algorithmic Trading”. 《Investopedia》. 2005년 5월 18일.
166. ↑  “Beyond Robo-Advisers: How AI Could Rewire Wealth Management”. 2017년 1월 5일.
167. ↑  Asatryan, Diana (2017년 4월 3일). “Machine Learning Is the Future of Underwriting, But Startups Won't be Driving It”. 《bankinnovation.net》. 2022년 4월 15일에 확인함.
168. ↑  “ZestFinance Introduces Machine Learning Platform to Underwrite Millennials and Other Consumers with Limited Credit History” (보도 자료). 2017년 2월 14일.
169. ↑  Chang, Hsihui; Kao, Yi-Ching; Mashruwala, Raj; Sorensen, Susan M. (2017년 4월 10일). 《Technical Inefficiency, Allocative Inefficiency, and Audit Pricing》. 《Journal of Accounting, Auditing & Finance》 33. 580–600쪽. doi:10.1177/0148558X17696760.
170. ↑  Munoko, Ivy; Brown-Liburd, Helen L.; Vasarhelyi, Miklos (November 2020). 《The Ethical Implications of Using Artificial Intelligence in Auditing》. 《Journal of Business Ethics》 167. 209–234쪽. doi:10.1007/s10551-019-04407-1.
171. ↑  Fadelli, Ingrid. “LaundroGraph: Using deep learning to support anti-money laundering efforts”. 《techxplore.com》 (영어). 2022년 12월 18일에 확인함.
172. ↑  Cardoso, Mário; Saleiro, Pedro; Bizarro, Pedro (2022). 〈LaundroGraph: Self-Supervised Graph Representation Learning for Anti-Money Laundering〉. 《Proceedings of the Third ACM International Conference on AI in Finance》. 130–138쪽. arXiv:2210.14360. doi:10.1145/3533271.3561727. ISBN 978-1-4503-9376-8.
173. ↑  Sivamayilvelan, Keerthana; Rajasekar, Elakkiya; Vairavasundaram, Subramaniyaswamy; Balachandran, Santhi; Suresh, Vishnu (2025년 11월 1일). 《Building explainable artificial intelligence for reinforcement learning based debt collection recommender system using large language models》. 《Engineering Applications of Artificial Intelligence》 159. 111622쪽. doi:10.1016/j.engappai.2025.111622. ISSN 0952-1976.
174. ↑  Durkin, J. (2002). 〈History and applications〉. 《Expert Systems》 1. 1–22쪽. doi:10.1016/B978-012443880-4/50045-4. ISBN 978-0-12-443880-4.
175. ↑  Chen, K.C.; Liang, Ting-peng (May 1989). 《Protrader: An Expert System for Program Trading》. 《Managerial Finance》 15. 1–6쪽. doi:10.1108/eb013623.
176. ↑  Nielson, Norma; Brown, Carol E.; Phillips, Mary Ellen (July 1990). 《Expert Systems for Personal Financial Planning》. 《Journal of Financial Planning》. 137–143쪽. doi:10.11575/PRISM/33995. hdl:1880/48295.
177. ↑  Senator, Ted E.; Goldberg, Henry G.; Wooton, Jerry; Cottini, Matthew A.; Khan, A.F. Umar; Kilinger, Christina D.; Llamas, Winston M.; Marrone, MichaeI P.; Wong, Raphael W.H. (1995). 《The FinCEN Artificial Intelligence System: Identifying Potential Money Laundering from Reports of Large Cash Transactions》 (PDF). 《IAAI-95 Proceedings》. 2015년 10월 20일에 원본 문서 (PDF)에서 보존된 문서. 2019년 1월 14일에 확인함.
178. ↑  Sutton, Steve G.; Holt, Matthew; Arnold, Vicky (September 2016). 《'The reports of my death are greatly exaggerated'—Artificial intelligence research in accounting》. 《International Journal of Accounting Information Systems》 22. 60–73쪽. doi:10.1016/j.accinf.2016.07.005.
179. ↑  Chalmers, Dominic; MacKenzie, Niall G.; Carter, Sara (September 2021). 《Artificial Intelligence and Entrepreneurship: Implications for Venture Creation in the Fourth Industrial Revolution》. 《Entrepreneurship Theory and Practice》 45. 1028–1053쪽. doi:10.1177/1042258720934581.
180. ↑  “10 Promising AI Applications in Health Care”. 《Harvard Business Review》. 2018년 5월 10일. 2018년 12월 15일에 원본 문서에서 보존된 문서. 2018년 8월 28일에 확인함.
181. ↑  Lareyre, Fabien; Lê, Cong Duy; Ballaith, Ali; Adam, Cédric; Carrier, Marion; Amrani, Samantha; Caradu, Caroline; Raffort, Juliette (August 2022). 《Applications of Artificial Intelligence in Non-cardiac Vascular Diseases: A Bibliographic Analysis》. 《Angiology》 73. 606–614쪽. doi:10.1177/00033197211062280. PMID 34996315.
182. ↑  “What is artificial intelligence in medicine?”. IBM. 2024년 3월 28일. 2024년 4월 19일에 확인함.
183. ↑  “Microsoft Using AI to Accelerate Cancer Precision Medicine”. 《HealthITAnalytics》 (미국 영어). 2019년 10월 29일. 2020년 11월 29일에 확인함.
184. ↑  Dina Bass (2016년 9월 20일). “Microsoft Develops AI to Help Cancer Doctors Find the Right Treatments”. Bloomberg L.P. 2017년 5월 11일에 원본 문서에서 보존된 문서.
185. ↑  Gallagher, James (2017년 1월 26일). “Artificial intelligence 'as good as cancer doctors'”. 《BBC News》 (영국 영어). 2017년 1월 26일에 원본 문서에서 보존된 문서. 2017년 1월 26일에 확인함.
186. ↑  Langen, Pauline A.; Katz, Jeffrey S.; Dempsey, Gayle, 편집. (1994년 10월 18일), 《Remote monitoring of high-risk patients using artificial intelligence》 (US5357427 A), 2017년 2월 28일에 원본 문서에서 보존된 문서, 2017년 2월 27일에 확인함
187. ↑  Kermany, Daniel S.; Goldbaum, Michael; Cai, Wenjia; Valentim, Carolina C.S.; Liang, Huiying; Baxter, Sally L.; McKeown, Alex; Yang, Ge; Wu, Xiaokang; Yan, Fangbing; Dong, Justin; Prasadha, Made K.; Pei, Jacqueline; Ting, Magdalene Y.L.; Zhu, Jie; Li, Christina; Hewett, Sierra; Dong, Jason; Ziyar, Ian; Shi, Alexander; Zhang, Runze; Zheng, Lianghong; Hou, Rui; Shi, William; Fu, Xin; Duan, Yaou; Huu, Viet A.N.; Wen, Cindy; Zhang, Edward D.; Zhang, Charlotte L.; Li, Oulan; Wang, Xiaobo; Singer, Michael A.; Sun, Xiaodong; Xu, Jie; Tafreshi, Ali; Lewis, M. Anthony; Xia, Huimin; Zhang, Kang (February 2018). 《Identifying Medical Diagnoses and Treatable Diseases by Image-Based Deep Learning》. 《Cell》 172. 1122–1131.e9쪽. doi:10.1016/j.cell.2018.02.010. PMID 29474911.
188. ↑  Senthilingam, Meera (2016년 5월 12일). “Are Autonomous Robots Your next Surgeons?”. CNN. 2016년 12월 3일에 원본 문서에서 보존된 문서. 2016년 12월 4일에 확인함.
189. ↑  Pumplun L, Fecho M, Wahl N, Peters F, Buxmann P (2021). 《Adoption of Machine Learning Systems for Medical Diagnostics in Clinics: Qualitative Interview Study》. 《Journal of Medical Internet Research》 23. e29301쪽. doi:10.2196/29301. PMC 8556641. PMID 34652275.
190. ↑  Inglese, Marianna; Patel, Neva; Linton-Reid, Kristofer; Loreto, Flavia; Win, Zarni; Perry, Richard J.; Carswell, Christopher; Grech-Sollars, Matthew; Crum, William R.; Lu, Haonan; Malhotra, Paresh A.; Aboagye, Eric O. (2022년 6월 20일). 《A predictive model using the mesoscopic architecture of the living brain to detect Alzheimer's disease》. 《Communications Medicine》 2. 70쪽. doi:10.1038/s43856-022-00133-4. PMC 9209493. PMID 35759330.
  - News report: “Single MRI scan of the brain could detect Alzheimer's disease”. 《Physics World》. 2022년 7월 13일. 2022년 7월 19일에 확인함.
191. ↑  Yorita, Akihiro; Kubota, Naoyuki (2011). 《Cognitive Development in Partner Robots for Information Support to Elderly People》. 《IEEE Transactions on Autonomous Mental Development》 3. 64–73쪽. doi:10.1109/TAMD.2011.2105868.
192. ↑  “Artificial Intelligence Will Redesign Healthcare – The Medical Futurist”. 《The Medical Futurist》 (미국 영어). 2016년 8월 4일. 2016년 11월 18일에 확인함.
193. ↑  Dönertaş, Handan Melike; Fuentealba, Matías; Partridge, Linda; Thornton, Janet M. (February 2019). 《Identifying Potential Ageing-Modulating Drugs In Silico》. 《Trends in Endocrinology & Metabolism》 30. 118–131쪽. doi:10.1016/j.tem.2018.11.005. PMC 6362144. PMID 30581056.
194. ↑  Smer-Barreto, Vanessa; Quintanilla, Andrea; Elliot, Richard J. R.; Dawson, John C.; Sun, Jiugeng; Carragher, Neil O.; Acosta, Juan Carlos; Oyarzún, Diego A. (2022년 4월 27일). 《Discovery of new senolytics using machine learning》. 《bioRxiv》. doi:10.1101/2022.04.26.489505. hdl:10261/269843.
195. ↑  Luxton, David D. (2014). 《Artificial intelligence in psychological practice: Current and future applications and implications》. 《Professional Psychology: Research and Practice》 45. 332–339쪽. doi:10.1037/a0034559.
196. ↑  Randhawa, Gurjit S.; Soltysiak, Maximillian P. M.; Roz, Hadi El; Souza, Camila P. E. de; Hill, Kathleen A.; Kari, Lila (2020년 4월 24일). 《Machine learning using intrinsic genomic signatures for rapid classification of novel pathogens: COVID-19 case study》. 《PLOS ONE》 15. e0232391쪽. Bibcode:2020PLoSO..1532391R. doi:10.1371/journal.pone.0232391. PMC 7182198. PMID 32330208.
197. ↑  Ye, Jiarong; Yeh, Yin-Ting; Xue, Yuan; Wang, Ziyang; Zhang, Na; Liu, He; Zhang, Kunyan; Ricker, RyeAnne; Yu, Zhuohang; Roder, Allison; Perea Lopez, Nestor; Organtini, Lindsey; Greene, Wallace; Hafenstein, Susan; Lu, Huaguang; Ghedin, Elodie; Terrones, Mauricio; Huang, Shengxi; Huang, Sharon Xiaolei (2022년 6월 7일). 《Accurate virus identification with interpretable Raman signatures by machine learning》. 《Proceedings of the National Academy of Sciences》 119. e2118836119쪽. arXiv:2206.02788. Bibcode:2022PNAS..11918836Y. doi:10.1073/pnas.2118836119. PMC 9191668. PMID 35653572.
198. ↑  “Artificial intelligence finds disease-related genes”. 《Linköping University》 (영어). 2022년 7월 3일에 확인함.
199. ↑  “Researchers use AI to detect new family of genes in gut bacteria”. 《UT Southwestern Medical Center》 (영어). 2022년 7월 3일에 확인함.
200. 1 2 3  Zhavoronkov, Alex; Mamoshina, Polina; Vanhaelen, Quentin; Scheibye-Knudsen, Morten; Moskalev, Alexey; Aliper, Alex (2019). 《Artificial intelligence for aging and longevity research: Recent advances and perspectives》. 《Ageing Research Reviews》 49. 49–66쪽. doi:10.1016/j.arr.2018.11.003. PMID 30472217.
201. ↑  Adir, Omer; Poley, Maria; Chen, Gal; Froim, Sahar; Krinsky, Nitzan; Shklover, Jeny; Shainsky-Roitman, Janna; Lammers, Twan; Schroeder, Avi (April 2020). 《Integrating Artificial Intelligence and Nanotechnology for Precision Cancer Medicine》. 《Advanced Materials》 32. 1901989쪽. Bibcode:2020AdM....3201989A. doi:10.1002/adma.201901989. PMC 7124889. PMID 31286573.
202. 1 2  Moore, Phoebe V. (2019년 5월 7일). “OSH and the Future of Work: benefits and risks of artificial intelligence tools in workplaces”. 《EU-OSHA》. 3–7쪽. 2020년 7월 30일에 확인함.
203. 1 2 3  Howard, John (November 2019). 《Artificial intelligence: Implications for the future of work》. 《American Journal of Industrial Medicine》 62. 917–926쪽. doi:10.1002/ajim.23037. PMID 31436850.
204. ↑  Gianatti, Toni-Louise (2020년 5월 14일). “How AI-Driven Algorithms Improve an Individual's Ergonomic Safety”. 《Occupational Health & Safety》 (영어). 2020년 7월 30일에 확인함.
205. ↑  Meyers, Alysha R. (2019년 5월 1일). “AI and Workers' Comp”. 《NIOSH Science Blog》 (미국 영어). 2020년 8월 3일에 확인함.
206. ↑  Webb, Sydney; Siordia, Carlos; Bertke, Stephen; Bartlett, Diana; Reitz, Dan (2020년 2월 26일). “Artificial Intelligence Crowdsourcing Competition for Injury Surveillance”. 《NIOSH Science Blog》 (미국 영어). 2020년 8월 3일에 확인함.
207. ↑  Ferguson, Murray (2016년 4월 19일). “Artificial Intelligence: What's To Come for EHS... And When?”. 《EHS Today》. 2020년 7월 30일에 확인함.
208. ↑  “DeepMind is answering one of biology's biggest challenges”. 《The Economist》. 2020년 11월 30일. 2020년 11월 30일에 확인함.
209. ↑  Jeremy Kahn, Lessons from DeepMind's breakthrough in protein-folding A.I., Fortune, 1 December 2020
210. ↑  “DeepMind uncovers structure of 200m proteins in scientific leap forward”. 《The Guardian》. 2022년 7월 28일. 2022년 7월 28일에 확인함.
211. ↑  “AlphaFold reveals the structure of the protein universe”. 《DeepMind》. 2022년 7월 28일. 2022년 7월 28일에 확인함.
212. ↑  Nakamura, Satoshi (2009). 《Overcoming the language barrier with speech translation technology》. 《Science & Technology Trends Quarterly Review》. 35–48쪽. 틀:CORE output.
213. 1 2  Clark, Jack (2015년 12월 8일). “Why 2015 Was a Breakthrough Year in Artificial Intelligence”. 《Bloomberg.com》.
214. ↑  “Can artificial intelligence really help us talk to the animals?”. 《The Guardian》 (영어). 2022년 7월 31일. 2022년 8월 30일에 확인함.
215. ↑  K. Mandal, G. S. Pradeep Ghantasala, Firoz Khan, R. Sathiyaraj, B. Balamurugan (2020). 《Natural Language Processing in Artificial Intelligence》 1판. Apple Academic Press. 53–54쪽. ISBN 9780367808495.
216. ↑  Buckley, Chris; Mozur, Paul (2019년 5월 22일). “How China Uses High-Tech Surveillance to Subdue Minorities”. 《The New York Times》.
217. ↑  “Security lapse exposed a Chinese smart city surveillance system”. 2019년 5월 3일. 2021년 3월 7일에 원본 문서에서 보존된 문서. 2020년 9월 14일에 확인함.
218. ↑  “AI traffic signals to be installed in Bengaluru soon”. 《NextBigWhat》 (미국 영어). 2019년 9월 24일. 2019년 10월 1일에 확인함.
219. ↑  Ashley, Kevin D. (2017). 《Artificial Intelligence and Legal Analytics》. doi:10.1017/9781316761380. ISBN 978-1-107-17150-3.
220. ↑  Lohr, Steve (2017년 3월 19일). “A.I. Is Doing Legal Work. But It Won't Replace Lawyers, Yet”. 《The New York Times》.
221. ↑  Croft, Jane (2019년 5월 2일). “AI learns to read Korean, so you don't have to”. 《파이낸셜 타임스》 (영국 영어). 2019년 12월 19일에 확인함.
222. ↑  Kleider-Offutt, Heather; Stevens, Beth; Mickes, Laura; Boogert, Stewart (2024년 4월 3일). 《Application of artificial intelligence to eyewitness identification》. 《Cognitive Research: Principles and Implications》 9. 19쪽. doi:10.1186/s41235-024-00542-0. PMC 10991253 |pmc= 값 확인 필요 (도움말). PMID 38568356.
223. 1 2  Jeff Larson; Julia Angwin (2016년 5월 23일). “How We Analyzed the COMPAS Recidivism Algorithm”. 《프로퍼블리카》 (영어). 2019년 4월 29일에 원본 문서에서 보존된 문서. 2020년 6월 19일에 확인함.
224. ↑  “Commentary: Bad news. Artificial intelligence is biased”. 《CNA》 (영어). 2019년 1월 12일. 2019년 1월 12일에 원본 문서에서 보존된 문서. 2020년 6월 19일에 확인함.
225. 1 2  Šimalčík, Matej (2023). 〈Rule by Law〉.   Kironska, Kristina; Turscanyi, Richard Q. 《Contemporary China: a New Superpower?》. 라우틀리지. ISBN 978-1-03-239508-1.
226. ↑  “Digital Spectrometry”. 2018년 10월 8일.
227. ↑  US 9967696B2, "Digital Spectrometry Patent", published 2018-10-08
228. ↑  “How artificial intelligence is moving from the lab to your kid's playroom”. 《The Washington Post》. 2016년 11월 18일에 확인함.
229. ↑  “Application of artificial intelligence in oil and gas industry: Exploring its impact”. 2019년 5월 15일.
230. ↑  Salvaterra, Neanda (2019년 10월 14일). “Oil and Gas Companies Turn to AI to Cut Costs”. 《The Wall Street Journal》.
231. 1 2 3  Congressional Research Service (2019). 《Artificial Intelligence and National Security》 (PDF). Washington, DC: Congressional Research Service.PD-notice
232. ↑  Iraqi, Amjad (2024년 4월 3일). “'Lavender': The AI machine directing Israel's bombing spree in Gaza”. 《+972 Magazine》 (미국 영어). 2024년 4월 6일에 확인함.
233. ↑  Davies, Harry; McKernan, Bethan; Sabbagh, Dan (2023년 12월 1일). “'The Gospel': how Israel uses AI to select bombing targets in Gaza”. 《The Guardian》 (영국 영어). 2023년 12월 4일에 확인함.
234. ↑  Marti, J Werner (2024년 8월 10일). “Drohnen haben den Krieg in der Ukraine revolutioniert, doch sie sind empfindlich auf Störsender – deshalb sollen sie jetzt autonom operieren”. 《Neue Zürcher Zeitung》 (독일어). 2024년 8월 10일에 확인함.
235. ↑  “What are the security risks of open sourcing the Twitter algorithm?”. 《VentureBeat》. 2022년 5월 27일. 2022년 5월 29일에 확인함.
236. ↑  “Examining algorithmic amplification of political content on Twitter” (미국 영어). 2022년 5월 29일에 확인함.
237. ↑  Park, SoHyun; Oh, Heung-Kwon; Park, Gibeom; Suh; Bae, Woo Kyung; Kim, Jin Won; Yoon, Hyuk; Kim, Duck-Woo; Kang, Sung-Bum (February 2016). 《The Source and Credibility of Colorectal Cancer Information on Twitter》. 《Medicine》 95. e2775쪽. doi:10.1097/MD.0000000000002775. PMC 4998625. PMID 26886625.
238. ↑  Efthimion, Phillip; Payne, Scott; Proferes, Nicholas (2018년 7월 20일). 《Supervised Machine Learning Bot Detection Techniques to Identify Social Twitter Bots》. 《SMU Data Science Review》 1.
239. ↑  “The online information environment” (PDF). 2022년 2월 21일에 확인함.
240. ↑  Islam, Md Rafiqul; Liu, Shaowu; Wang, Xianzhi; Xu, Guandong (2020년 9월 29일). 《Deep learning for misinformation detection on online social networks: a survey and new perspectives》. 《Social Network Analysis and Mining》 10. 82쪽. doi:10.1007/s13278-020-00696-x. PMC 7524036. PMID 33014173.
241. ↑  Mohseni, Sina; Ragan, Eric (2018년 12월 4일). “Combating Fake News with Interpretable News Feed Algorithms”. arXiv:1811.12349 [cs.SI].
242. ↑  “How artificial intelligence may be making you buy things”. 《BBC News》. 2020년 11월 9일. 2020년 11월 9일에 확인함.
243. ↑  Busby, Mattha (2018년 4월 30일). “Revealed: how bookies use AI to keep gamblers hooked”. 《The Guardian》 (영어).
244. ↑  Rowinski, Dan (2013년 1월 15일). “Virtual Personal Assistants & The Future Of Your Smartphone [Infographic]”. 《ReadWrite》. 2015년 12월 22일에 원본 문서에서 보존된 문서.
245. ↑  Roose, Kevin (2023년 2월 16일). “Bing's A.I. Chat: 'I Want to Be Alive. 😈'”. 《The New York Times》.
246. ↑  Galego Hernandes, Paulo R.; Floret, Camila P.; Cardozo De Almeida, Katia F.; Da Silva, Vinicius Camargo; Papa, Joso Paulo; Pontara Da Costa, Kelton A. (2021). 〈Phishing Detection Using URL-based XAI Techniques〉. 《2021 IEEE Symposium Series on Computational Intelligence (SSCI)》. 01–06쪽. doi:10.1109/SSCI50451.2021.9659981. ISBN 978-1-7281-9048-8.
247. ↑  Jáñez-Martino, Francisco; Alaiz-Rodríguez, Rocío; González-Castro, Víctor; Fidalgo, Eduardo; Alegre, Enrique (2023년 2월 1일). 《A review of spam email detection: analysis of spammer strategies and the dataset shift problem》. 《Artificial Intelligence Review》 (영어) 56. 1145–1173쪽. doi:10.1007/s10462-022-10195-4. hdl:10612/14967.
248. ↑  Kapan, Sibel; Sora Gunal, Efnan (January 2023). 《Improved Phishing Attack Detection with Machine Learning: A Comprehensive Evaluation of Classifiers and Features》. 《Applied Sciences》 (영어) 13. 13269쪽. doi:10.3390/app132413269.
249. ↑  Heath, Nick (2020년 12월 11일). “What is AI? Everything you need to know about Artificial Intelligence” (영어). ZDNet. 2021년 3월 1일에 확인함.
250. ↑  “Successful and timely uptake of artificial intelligence in science in the EU – Scientific Advice Mechanism” (영국 영어). 2024년 4월 16일에 확인함.
251. ↑  “AI in science evidence review report – Scientific Advice Mechanism” (영국 영어). 2024년 4월 16일에 확인함.
252. ↑  Assael, Yannis; Sommerschield, Thea; Shillingford, Brendan; Bordbar, Mahyar; Pavlopoulos, John; Chatzipanagiotou, Marita; Androutsopoulos, Ion; Prag, Jonathan; de Freitas, Nando (March 2022). 《Restoring and attributing ancient texts using deep neural networks》. 《Nature》 603. 280–283쪽. Bibcode:2022Natur.603..280A. doi:10.1038/s41586-022-04448-z. PMC 8907065. PMID 35264762.
253. ↑  Mantovan, Lorenzo; Nanni, Loris (September 2020). 《The Computerization of Archaeology: Survey on Artificial Intelligence Techniques》. 《SN Computer Science》 1. arXiv:2005.02863. doi:10.1007/s42979-020-00286-w.
254. ↑  Mondal, Mayukh; Bertranpetit, Jaume; Lao, Oscar (December 2019). 《Approximate Bayesian computation with deep learning supports a third archaic introgression in Asia and Oceania》. 《Nature Communications》 10. 246쪽. Bibcode:2019NatCo..10..246M. doi:10.1038/s41467-018-08089-7. PMC 6335398. PMID 30651539.
255. ↑  Tanti, Marc; Berruyer, Camille; Tafforeau, Paul; Muscat, Adrian; Farrugia, Reuben; Scerri, Kenneth; Valentino, Gianluca; Solé, V. Armando; Briffa, Johann A. (2021년 12월 15일). 《Automated segmentation of microtomography imaging of Egyptian mummies》. 《PLOS ONE》 16. e0260707쪽. arXiv:2105.06738. Bibcode:2021PLoSO..1660707T. doi:10.1371/journal.pone.0260707. PMC 8673632. PMID 34910736.
256. ↑  “DeepMind AI learns physics by watching videos that don't make sense”. 《New Scientist》. 2022년 8월 21일에 확인함.
257. ↑  Piloto, Luis S.; Weinstein, Ari; Battaglia, Peter; Botvinick, Matthew (2022년 7월 11일). 《Intuitive physics learning in a deep-learning model inspired by developmental psychology》. 《Nature Human Behaviour》 6. 1257–1267쪽. doi:10.1038/s41562-022-01394-8. PMC 9489531. PMID 35817932.
258. 1 2  Feldman, Andrey (2022년 8월 11일). “Artificial physicist to unravel the laws of nature”. 《Advanced Science News》. 2022년 8월 21일에 확인함.
259. ↑  Chen, Boyuan; Huang, Kuang; Raghupathi, Sunand; Chandratreya, Ishaan; Du, Qiang; Lipson, Hod (July 2022). 《Automated discovery of fundamental variables hidden in experimental data》. 《Nature Computational Science》 2. 433–442쪽. doi:10.1038/s43588-022-00281-6. PMID 38177869.
260. ↑  Schmidt, Jonathan; Marques, Mário R. G.; Botti, Silvana; Marques, Miguel A. L. (2019년 8월 8일). 《Recent advances and applications of machine learning in solid-state materials science》. 《npj Computational Materials》 5. 83쪽. Bibcode:2019npjCM...5...83S. doi:10.1038/s41524-019-0221-0.
261. ↑  Nuñez, Michael (2023년 11월 29일). “Google DeepMind's materials AI has already discovered 2.2 million new crystals”. 《VentureBeat》 (미국 영어). 2023년 12월 19일에 확인함.
262. ↑  Merchant, Amil; Batzner, Simon; Schoenholz, Samuel S.; Aykol, Muratahan; Cheon, Gowoon; Cubuk, Ekin Dogus (December 2023). 《Scaling deep learning for materials discovery》. 《Nature》 (영어) 624. 80–85쪽. Bibcode:2023Natur.624...80M. doi:10.1038/s41586-023-06735-9. PMC 10700131 |pmc= 값 확인 필요 (도움말). PMID 38030720.
263. ↑  Peplow, Mark (2023년 11월 29일). 《Google AI and robots join forces to build new materials》. 《Nature》. doi:10.1038/d41586-023-03745-5. PMID 38030771.
264. ↑  Yanamandra, Kaushik; Chen, Guan Lin; Xu, Xianbo; Mac, Gary; Gupta, Nikhil (2020년 9월 29일). 《Reverse engineering of additive manufactured composite part by toolpath reconstruction using imaging and machine learning》. 《Composites Science and Technology》 198. 108318쪽. doi:10.1016/j.compscitech.2020.108318.
265. ↑  Anderson, Blake; Storlie, Curtis; Yates, Micah; McPhall, Aaron (2014). 〈Automating Reverse Engineering with Machine Learning Techniques〉. 《Proceedings of the 2014 Workshop on Artificial Intelligent and Security Workshop》. 103–112쪽. doi:10.1145/2666652.2666665. ISBN 978-1-4503-3153-1.
266. ↑  Liu, Wenye; Chang, Chip-Hong; Wang, Xueyang; Liu, Chen; Fung, Jason M.; Ebrahimabadi, Mohammad; Karimi, Naghmeh; Meng, Xingyu; Basu, Kanad (June 2021). 《Two Sides of the Same Coin: Boons and Banes of Machine Learning in Hardware Security》. 《IEEE Journal on Emerging and Selected Topics in Circuits and Systems》 11. 228–251쪽. Bibcode:2021IJEST..11..228L. doi:10.1109/JETCAS.2021.3084400. hdl:10356/155876.
267. ↑  “DARPA Taps GrammaTech for Artificial Intelligence Exploration (AIE) Program”. 《www.businesswire.com》 (영어). 2021년 1월 7일. 2023년 1월 10일에 확인함.
268. ↑  Greenberg, Andy. “How to Steal an AI”. 《Wired》. 2023년 1월 10일에 확인함.
269. ↑  Sanchez-Lengeling, Benjamin; Aspuru-Guzik, Alán (2018년 7월 27일). 《Inverse molecular design using machine learning: Generative models for matter engineering》. 《Science》 361. 360–365쪽. Bibcode:2018Sci...361..360S. doi:10.1126/science.aat2663. PMID 30049875.
270. 1 2
271. 1 2  Wang, Jue; Lisanza, Sidney; Juergens, David; Tischer, Doug; Watson, Joseph L.; Castro, Karla M.; Ragotte, Robert; Saragovi, Amijai; Milles, Lukas F.; Baek, Minkyung; Anishchenko, Ivan; Yang, Wei; Hicks, Derrick R.; Expòsit, Marc; Schlichthaerle, Thomas; Chun, Jung-Ho; Dauparas, Justas; Bennett, Nathaniel; Wicky, Basile I. M.; Muenks, Andrew; DiMaio, Frank; Correia, Bruno; Ovchinnikov, Sergey; Baker, David (2022년 7월 22일). 《Scaffolding protein functional sites using deep learning》. 《Science》 377. 387–394쪽. Bibcode:2022Sci...377..387W. doi:10.1126/science.abn2100. PMC 9621694. PMID 35862514.
272. ↑  Teemu, Rintala (2019년 6월 17일). 《Using Boolean network extraction of trained neural networks to reverse-engineer gene-regulatory networks from time-series data》 (학위논문). Aalto University.
273. ↑  Ball, Nicholas M.; Brunner, Robert J. (July 2010). 《Data mining and machine learning in astronomy》. 《International Journal of Modern Physics D》 19. 1049–1106쪽. arXiv:0906.2173. Bibcode:2010IJMPD..19.1049B. doi:10.1142/S0218271810017160.
274. 1 2  Shekhtman, Svetlana (2019년 11월 15일). “NASA Applying AI Technologies to Problems in Space Science”. 《NASA》. 2022년 5월 30일에 확인함.
275. ↑  Fluke, Christopher J.; Jacobs, Colin (March 2020). 《Surveying the reach and maturity of machine learning and artificial intelligence in astronomy》. 《WIREs Data Mining and Knowledge Discovery》 10. arXiv:1912.02934. Bibcode:2020WDMKD..10.1349F. doi:10.1002/widm.1349.
276. ↑  Pultarova, Tereza (2021년 4월 29일). “Artificial intelligence is learning how to dodge space junk in orbit”. 《Space.com》 (영어). 2022년 7월 3일에 확인함.
277. ↑  Mohan, Jaya Preethi; Tejaswi, N. (2020). 〈A Study on Embedding the Artificial Intelligence and Machine Learning into Space Exploration and Astronomy〉. 《Emerging Trends in Computing and Expert Technology》. Lecture Notes on Data Engineering and Communications Technologies 35. 1295–1302쪽. doi:10.1007/978-3-030-32150-5_131. ISBN 978-3-030-32149-9.
278. ↑  Rees, Martin (2022년 4월 30일). “Could space-going billionaires be the vanguard of a cosmic revolution? | Martin Rees”. 《The Guardian》 (영어). 2022년 5월 29일에 확인함.
279. ↑  Gutowska, Małgorzata; Scriney, Michael; McCarren, Andrew (December 2019). 《Identifying extra-terrestrial intelligence using machine learning》. 27th AIAI Irish Conference on Artificial Intelligence and Cognitive Science.
280. ↑  Zhang, Yunfan Gerry; Gajjar, Vishal; Foster, Griffin; Siemion, Andrew; Cordes, James; Law, Casey; Wang, Yu (2018). 《Fast Radio Burst 121102 Pulse Detection and Periodicity: A Machine Learning Approach》. 《The Astrophysical Journal》 866. 149쪽. arXiv:1809.03043. Bibcode:2018ApJ...866..149Z. doi:10.3847/1538-4357/aadf31.
281. ↑  Nanda, Lakshay; V, Santhi (2019). 〈SETI (Search for Extra Terrestrial Intelligence) Signal Classification using Machine Learning〉. 《2019 International Conference on Smart Systems and Inventive Technology (ICSSIT)》. 499–504쪽. doi:10.1109/ICSSIT46314.2019.8987793. ISBN 978-1-7281-2119-2.
282. ↑  Gajjar, Vishal; Siemion, Andrew; Croft, Steve; Brzycki, Bryan; Burgay, Michael; Carozzi, Tobia; Concu, Raimondo; Czech, Daniel; DeBoer, David; DeMarines, Julia; Drew, Jamie; Enriquez, J. Emilio; Fawcett, James; Gallagher, Peter; Garrett; Gizani, Nectaria; Hellbourg, Greg; Holder, Jamie; Isaacson, Howard; Kudale, Sanjay; Lacki, Brian; Lebofsky, Matthew; Li, Di; MacMahon, David H. E.; McCauley, Joe; Melis, Andrea; Molinari, Emilio; Murphy, Pearse; Perrodin, Delphine; Pilia, Maura; Price, Danny C.; Webb, Claire; Werthimer, Dan; Williams, David; Worden, Pete; Zarka, Philippe; Zhang, Yunfan Gerry (2019년 8월 2일). 《The Breakthrough Listen Search for Extraterrestrial Intelligence》. 《Bulletin of the American Astronomical Society》 51. 223쪽. arXiv:1907.05519. Bibcode:2019BAAS...51g.223G.
283. ↑  “SkyCAM-5 - Chair of Computer Science VIII - Aerospace Information Technology”. 뷔르츠부르크 대학교. 2022년 5월 29일에 확인함.
284. ↑  “Project Galileo: The search for alien tech hiding in our Solar System”. 《BBC Science Focus Magazine》 (영어). 2022년 5월 29일에 확인함.
285. ↑  “'Something's coming': is America finally ready to take UFOs seriously?”. 《The Guardian》 (영어). 2022년 2월 5일. 2022년 5월 29일에 확인함.
286. ↑  David, Leonard (2022년 1월 27일). “2022 could be a turning point in the study of UFOs”. 《livescience.com》 (영어). 2022년 5월 29일에 확인함.
287. ↑  Gritz, Jennie Rothenberg. “The Wonder of Avi Loeb”. 2022년 5월 29일에 확인함.
288. ↑  Mann, Adam. “Avi Loeb's Galileo Project Will Search for Evidence of Alien Visitation”. 《Scientific American》 (영어). 2022년 5월 29일에 확인함.
289. ↑  “Galileo Project – Activities”. 《projects.iq.harvard.edu》 (영어). 2022년 5월 29일에 확인함.
290. ↑  “The Galileo Project: Harvard researchers to search for signs of alien technology”. 《Sky News》 (영어).
291. ↑  Zapata Trujillo, Juan C.; Syme, Anna-Maree; Rowell, Keiran N.; Burns, Brendan P.; Clark, Luke; Gorman, Maire N.; Jacob, Lorrie S. D.; Kapodistrias, Panayioti; Kedziora, David J.; Lempriere, Felix A. R.; Medcraft, Chris; O'Sullivan, Jensen; Robertson, Evan G.; Soares, Georgia G.; Steller; Teece, Bronwyn L.; Tremblay, Chenoa D.; Sousa-Silva, Clara; McKemmish, Laura K. (2021). 《Computational Infrared Spectroscopy of 958 Phosphorus-Bearing Molecules》. 《Frontiers in Astronomy and Space Sciences》 8. 43쪽. arXiv:2105.08897. Bibcode:2021FrASS...8...43Z. doi:10.3389/fspas.2021.639068.
292. ↑  Stocker, Sina; Csányi, Gábor; Reuter, Karsten; Margraf, Johannes T. (2020년 10월 30일). 《Machine learning in chemical reaction space》. 《Nature Communications》 11. 5505쪽. Bibcode:2020NatCo..11.5505S. doi:10.1038/s41467-020-19267-x. PMC 7603480. PMID 33127879.
293. ↑  “Allchemy – Resource-aware AI for drug discovery”. 2022년 5월 29일에 확인함.
294. ↑  Wołos, Agnieszka; Roszak, Rafał; Żądło-Dobrowolska, Anna; Beker, Wiktor; Mikulak-Klucznik, Barbara; Spólnik, Grzegorz; Dygas, Mirosław; Szymkuć, Sara; Grzybowski, Bartosz A. (2020년 9월 25일). 《Synthetic connectivity, emergence, and self-regeneration in the network of prebiotic chemistry》. 《Science》 369. eaaw1955쪽. doi:10.1126/science.aaw1955. PMID 32973002.
295. ↑  Wołos, Agnieszka; Koszelewski, Dominik; Roszak, Rafał; Szymkuć, Sara; Moskal, Martyna; Ostaszewski, Ryszard; Herrera, Brenden T.; Maier, Josef M.; Brezicki, Gordon; Samuel, Jonathon; Lummiss, Justin A. M.; McQuade, D. Tyler; Rogers, Luke; Grzybowski, Bartosz A. (April 2022). 《Computer-designed repurposing of chemical wastes into drugs》. 《Nature》 604. 668–676쪽. Bibcode:2022Natur.604..668W. doi:10.1038/s41586-022-04503-9. PMID 35478240.
296. ↑  “Chemists debate machine learning's future in synthesis planning and ask for open data”. 《cen.acs.org》. 2022년 5월 29일에 확인함.
297. ↑  Paul, Debleena; Sanap, Gaurav; Shenoy, Snehal; Kalyane, Dnyaneshwar; Kalia, Kiran; Tekade, Rakesh K. (January 2021). 《Artificial intelligence in drug discovery and development》. 《Drug Discovery Today》 26. 80–93쪽. doi:10.1016/j.drudis.2020.10.010. PMC 7577280. PMID 33099022.
298. ↑  Zhavoronkov, Alex; Ivanenkov, Yan A.; Aliper, Rim R.; Veselov, Mark S.; Aladinskiy, Vladimir A.; Aladinskaya, Anastasiya V.; Terentiev, Victor A.; Polykovskiy, Daniil A.; Kuznetsov, Maksim D.; Asadulaev, Arip; Volkov, Yury; Zholus, Artem; Shayakhmetov; Zhebrak, Alexander; Minaeva, Lidiya I.; Zagribelnyy, Bogdan A.; Lee, Lennart H.; Soll, Richard; Madge, David; Xing, Li; Guo, Tao; Aspuru-Guzik, Alán (September 2019). 《Deep learning enables rapid identification of potent DDR1 kinase inhibitors》. 《Nature Biotechnology》 37. 1038–1040쪽. doi:10.1038/s41587-019-0224-x. PMID 31477924.
299. ↑  Hansen, Justine Y.; Markello, Ross D.; Vogel, Jacob W.; Seidlitz, Jakob; Bzdok, Danilo; Misic, Bratislav (September 2021). 《Mapping gene transcription and neurocognition across human neocortex》. 《Nature Human Behaviour》 5. 1240–1250쪽. doi:10.1038/s41562-021-01082-z. PMID 33767429.
300. ↑  Vo ngoc, Long; Huang, Cassidy Yunjing; Cassidy, California Jack; Medrano, Claudia; Kadonaga, James T. (September 2020). 《Identification of the human DPR core promoter element using machine learning》. 《Nature》 585. 459–463쪽. Bibcode:2020Natur.585..459V. doi:10.1038/s41586-020-2689-7. PMC 7501168. PMID 32908305.
301. ↑  Bijun, Zhang; Ting, Fan (2022). 《Knowledge structure and emerging trends in the application of deep learning in genetics research: A bibliometric analysis [2000–2021]》. 《Frontiers in Genetics》 13. 951939쪽. doi:10.3389/fgene.2022.951939. PMC 9445221. PMID 36081985.
302. ↑  Radivojević, Tijana; Costello, Zak; Workman, Kenneth; Garcia Martin, Hector (2020년 9월 25일). 《A machine learning Automated Recommendation Tool for synthetic biology》. 《Nature Communications》 11. 4879쪽. arXiv:1911.11091. Bibcode:2020NatCo..11.4879R. doi:10.1038/s41467-020-18008-4. PMC 7519645. PMID 32978379.
303. 1 2  Pablo Carbonell; Tijana Radivojevic; Héctor García Martín* (2019). 《Opportunities at the Intersection of Synthetic Biology, Machine Learning, and Automation》. 《ACS Synthetic Biology》 8. 1474–1477쪽. doi:10.1021/acssynbio.8b00540. hdl:20.500.11824/998. PMID 31319671.
304. ↑  Gadzhimagomedova, Z. M.; Pashkov, D. M.; Kirsanova, D. Yu.; Soldatov, S. A.; Butakova, M. A.; Chernov, A. V.; Soldatov, A. V. (February 2022). 《Artificial Intelligence for Nanostructured Materials》. 《Nanobiotechnology Reports》 17. 1–9쪽. doi:10.1134/S2635167622010049.
305. ↑  Mirzaei, Mahsa; Furxhi, Irini; Murphy, Finbarr; Mullins, Martin (July 2021). 《A Machine Learning Tool to Predict the Antibacterial Capacity of Nanoparticles》. 《Nanomaterials》 11. 1774쪽. doi:10.3390/nano11071774. PMC 8308172. PMID 34361160.
306. ↑  Chen, Angela (2018년 4월 25일). “How AI is helping us discover materials faster than ever”. 《The Verge》 (영어). 2022년 5월 30일에 확인함.
307. ↑  Talapatra, Anjana; Boluki, S.; Duong, T.; Qian, X.; Dougherty, E.; Arróyave, R. (2018년 11월 26일). 《Autonomous efficient experiment design for materials discovery with Bayesian model averaging》. 《Physical Review Materials》 2. 113803쪽. arXiv:1803.05460. Bibcode:2018PhRvM...2k3803T. doi:10.1103/PhysRevMaterials.2.113803.
308. ↑  Zhao, Yicheng; Zhang, Jiyun; Xu, Zhengwei; Sun, Shijing; Langner, Stefan; Hartono, Noor Titan Putri; Heumueller, Thomas; Hou, Yi; Elia, Jack; Li, Ning; Matt, Gebhard J.; Du, Xiaoyan; Meng, Wei; Osvet, Andres; Zhang, Kaicheng; Stubhan, Tobias; Feng, Yexin; Hauch, Jens; Sargent, Edward H.; Buonassisi, Tonio; Brabec, Christoph J. (2021년 4월 13일). 《Discovery of temperature-induced stability reversal in perovskites using high-throughput robotic learning》. 《Nature Communications》 12. 2191쪽. Bibcode:2021NatCo..12.2191Z. doi:10.1038/s41467-021-22472-x. PMC 8044090. PMID 33850155.
309. ↑  Burger, Benjamin; Maffettone, Phillip M.; Gusev, Vladimir V.; Aitchison, Catherine M.; Bai, Yang; Wang, Xiaoyan; Li, Xiaobo; Alston, Ben M.; Li, Buyi; Clowes, Rob; Rankin, Nicola; Harris, Brandon; Sprick, Reiner Sebastian; Cooper, Andrew I. (2020년 7월 9일). 《A mobile robotic chemist》 (PDF). 《Nature》 583. 237–241쪽. Bibcode:2020Natur.583..237B. doi:10.1038/s41586-020-2442-2. PMID 32641813.
310. ↑  Roper, Katherine; Abdel-Rehim, A.; Hubbard, Sonya; Carpenter, Martin; Rzhetsky, Andrey; Soldatova, Larisa; King, Ross D. (2022). 《Testing the reproducibility and robustness of the cancer biology literature by robot》. 《Journal of the Royal Society Interface》 19. 20210821쪽. doi:10.1098/rsif.2021.0821. PMC 8984295. PMID 35382578.
311. ↑  Krauhausen, Imke; Koutsouras, Dimitrios A.; Melianas, Armantas; Keene, Scott T.; Lieberth, Katharina; Ledanseur, Hadrien; Sheelamanthula, Rajendar; Giovannitti, Alexander; Torricelli, Fabrizio; Mcculloch, Iain; Blom, Paul W. M.; Salleo, Alberto; van de Burgt, Yoeri; Gkoupidenis, Paschalis (2021년 12월 10일). 《Organic neuromorphic electronics for sensorimotor integration and learning in robotics》. 《Science Advances》 7. eabl5068쪽. Bibcode:2021SciA....7.5068K. doi:10.1126/sciadv.abl5068. PMC 8664264. PMID 34890232.
  - News article: Bolakhe, Saugat. “Lego Robot with an Organic "Brain" Learns to Navigate a Maze”. 《Scientific American》 (영어). 2022년 5월 29일에 확인함.
312. ↑  Kagan, Brett J.; Kitchen, Andy C.; Tran, Nhi T.; Parker, Bradyn J.; Bhat, Anjali; Rollo, Ben; Razi, Adeel; Friston, Karl J. (3 December 2021). 《In vitro neurons learn and exhibit sentience when embodied in a simulated game-world》 (영어). bioRxiv 10.1101/2021.12.02.471005 |biorxiv= 값 확인 필요 (도움말).
  - News article: “Human brain cells in a dish learn to play Pong faster than an AI”. 《New Scientist》. 2022년 1월 26일에 확인함.
313. ↑  Fu, Tianda; Liu, Xiaomeng; Gao, Hongyan; Ward, Joy E.; Liu, Xiaorong; Yin, Bing; Wang, Zhongrui; Zhuo, Ye; Walker, David J. F.; Joshua Yang, J.; Chen, Jianhan; Lovley, Derek R.; Yao, Jun (2020년 4월 20일). 《Bioinspired bio-voltage memristors》. 《Nature Communications》 11. 1861쪽. Bibcode:2020NatCo..11.1861F. doi:10.1038/s41467-020-15759-y. PMC 7171104. PMID 32313096.
  - News article: “Researchers unveil electronics that mimic the human brain in efficient learning”. 《University of Massachusetts Amherst》 (영어). 2022년 5월 29일에 확인함.
314. ↑  Sarkar, Tanmoy; Lieberth, Katharina; Pavlou, Aristea; Frank, Thomas; Mailaender, Volker; McCulloch, Iain; Blom, Paul W. M.; Torriccelli, Fabrizio; Gkoupidenis, Paschalis (2022년 11월 7일). 《An organic artificial spiking neuron for in situ neuromorphic sensing and biointerfacing》. 《Nature Electronics》 5. 774–783쪽. doi:10.1038/s41928-022-00859-y. hdl:10754/686016.
315. ↑  《Artificial neurons emulate biological counterparts to enable synergetic operation》. 《Nature Electronics》 5. 2022년 11월 10일. 721–722쪽. doi:10.1038/s41928-022-00862-3.
316. ↑  Sloat, Sarah (2016년 4월 21일). “Brain Emulations Pose Three Massive Moral Questions and a Scarily Practical One”. 《Inverse》 (영어). 2022년 7월 3일에 확인함.
317. ↑  Sandberg, Anders (2014년 7월 3일). 《Ethics of brain emulations》. 《Journal of Experimental & Theoretical Artificial Intelligence》 26. 439–457쪽. doi:10.1080/0952813X.2014.895113.
318. ↑  “To advance artificial intelligence, reverse-engineer the brain”. 《MIT School of Science》. 2022년 8월 30일에 확인함.
319. ↑  Ham, Donhee; Park, Hongkun; Hwang, Sungwoo; Kim, Kinam (2021년 9월 23일). 《Neuromorphic electronics based on copying and pasting the brain》. 《Nature Electronics》 4. 635–644쪽. doi:10.1038/s41928-021-00646-1.
320. ↑  Pfeifer, Rolf; Iida, Fumiya (2004). 〈Embodied Artificial Intelligence: Trends and Challenges〉. 《Embodied Artificial Intelligence》. Lecture Notes in Computer Science 3139. 1–26쪽. doi:10.1007/978-3-540-27833-7_1. ISBN 978-3-540-22484-6.
321. ↑  Nygaard, Tønnes F.; Martin, Charles P.; Torresen, Jim; Glette, Kyrre; Howard, David (May 2021). 《Real-world embodied AI through a morphologically adaptive quadruped robot》. 《Nature Machine Intelligence》 3. 410–419쪽. doi:10.1038/s42256-021-00320-3. hdl:10852/85867.
322. ↑  Tugui, Alexandru; Danciulescu, Daniela; Subtirelu, Mihaela-Simona (2019년 4월 14일). 《The Biological as a Double Limit for Artificial Intelligence: Review and Futuristic Debate》. 《International Journal of Computers Communications & Control》 14. 253–271쪽. doi:10.15837/ijccc.2019.2.3536.
323. ↑  Anne Johnson; Emily Grumbling (2019). 《Implications of artificial intelligence for cybersecurity: proceedings of a workshop》. Washington, DC: National Academies Press. 4–5쪽. ISBN 978-0-309-49451-9. OCLC 1134854973. 2025년 5월 12일에 확인함.
324. ↑  Kocher, Geeta; Kumar, Gulshan (August 2021). 《Machine learning and deep learning methods for intrusion detection systems: recent developments and challenges》. 《Soft Computing》 25. 9731–9763쪽. doi:10.1007/s00500-021-05893-0.
325. ↑  Kant, Daniel; Johannsen, Andreas (2022년 1월 16일). 《Evaluation of AI-based use cases for enhancing the cyber security defense of small and medium-sized companies (SMEs)》. 《Electronic Imaging》 34. 387–1–387–8쪽. doi:10.2352/EI.2022.34.3.MOBMU-387.
326. ↑  Randrianasolo, Arisoa (2012). 《Artificial intelligence in computer security: Detection, temporary repair and defense》 (학위논문). vii쪽. hdl:2346/45196.
327. ↑  Sahil; Sood, Sandeep; Mehmi, Sandeep; Dogra, Shikha (2015). 〈Artificial intelligence for designing user profiling system for cloud computing security: Experiment〉. 《2015 International Conference on Advances in Computer Engineering and Applications》. 51–58쪽. doi:10.1109/ICACEA.2015.7164645. ISBN 978-1-4673-6911-4.
328. ↑  Parisi, Alessandro (2019). 《Hands-On Artificial Intelligence for Cybersecurity: Implement smart AI systems for preventing cyber attacks and detecting threats and network anomalies》. Packt Publishing Ltd. ISBN 978-1-78980-517-8. OCLC 1111967955.
329. ↑  《Artificial Intelligence in Transportation: Information for Application》. 2007. doi:10.17226/23208. ISBN 978-0-309-42929-0.
330. ↑  Benson, Thor. “Self-driving buses to appear on public roads for the first time”. 《Inverse》 (영어). 2021년 8월 26일에 확인함.
331. ↑  “Europe's first full-sized self-driving urban electric bus has arrived”. 《World Economic Forum》 (영어). 2021년 8월 26일에 확인함.
332. ↑  “Self-driving bus propels Swiss town into the future”. 《CNN》. 2021년 8월 26일에 확인함.
333. ↑  Huber, Dominik; Viere, Tobias; Horschutz Nemoto, Eliane; Jaroudi, Ines; Korbee, Dorien; Fournier, Guy (2022). 《Climate and environmental impacts of automated minibuses in future public transportation》. 《Transportation Research Part D: Transport and Environment》 102. 103160쪽. Bibcode:2022TRPD..10203160H. doi:10.1016/j.trd.2021.103160.
334. ↑  “Transportation Germany Unveils the World's First Fully Automated Train in Hamburg”. 2021년 10월 12일. 2022년 7월 3일에 확인함.
335. ↑  “Railway digitalisation using drones”. 《www.euspa.europa.eu》 (영어). 2021년 2월 25일. 2022년 7월 3일에 확인함.
336. ↑  “World's fastest driverless bullet train launches in China”. 《The Guardian》 (영어). 2020년 1월 9일. 2022년 7월 3일에 확인함.
337. ↑  “JD.com, Meituan and Neolix to test autonomous deliveries on Beijing public roads”. 《TechCrunch》. 2022년 4월 28일에 확인함.
338. ↑  Hawkins, Andrew J. (2020년 7월 22일). “Waymo is designing a self-driving Ram delivery van with FCA”. 《The Verge》 (영어). 2022년 4월 28일에 확인함.
339. ↑  “Arrival's delivery van demos its autonomous chops at a UK parcel depot”. 《New Atlas》. 2021년 8월 3일. 2022년 4월 28일에 확인함.
340. ↑  Buss, Dale. “Walmart Presses Its Distribution Legacy To Lead In Automated Delivery”. 《Forbes》 (영어). 2022년 4월 28일에 확인함.
341. ↑  Cooley, Patrick; Dispatch, The Columbus. “Grubhub testing delivery robots”. 《techxplore.com》 (영어). 2022년 4월 28일에 확인함.
342. ↑  “Self-driving delivery van ditches "human controls"”. 《BBC News》. 2020년 2월 6일. 2022년 4월 28일에 확인함.
343. ↑  Krok, Andrew. “Nuro's self-driving delivery van wants to run errands for you”. 《CNET》 (영어). 2022년 4월 28일에 확인함.
344. ↑  Hallerbach, Sven; Xia, Yiqun; Eberle, Ulrich; Koester, Frank (2018년 4월 3일). 《Simulation-Based Identification of Critical Scenarios for Cooperative and Automated Vehicles》. 《SAE International Journal of Connected and Automated Vehicles》 1. 93–106쪽. doi:10.4271/2018-01-1066.
345. ↑  West, Darrell M. (2016년 9월 20일). “Moving forward: Self-driving vehicles in China, Europe, Japan, Korea, and the United States”. 《Brookings》.
346. ↑  Burgess, Matt (2017년 8월 24일). “The UK is about to Start Testing Self-Driving Truck Platoons”. 《Wired UK》. 2017년 9월 22일에 원본 문서에서 보존된 문서. 2017년 9월 20일에 확인함.
347. ↑  Davies, Alex (2015년 5월 5일). “World's First Self-Driving Semi-Truck Hits the Road”. 《Wired》. 2017년 10월 28일에 원본 문서에서 보존된 문서. 2017년 9월 20일에 확인함.
348. ↑  McFarland, Matt (2015년 2월 25일). “Google's artificial intelligence breakthrough may have a huge impact on self-driving cars and much more”. 《The Washington Post》.
349. ↑  “Programming safety into self-driving cars”. 《National Science Foundation》. 2015년 2월 2일.
350. ↑  《Preparing for the future of artificial intelligence》. National Science and Technology Council. OCLC 965620122.
351. ↑  “Going Nowhere Fast? Smart Traffic Lights Can Help Ease Gridlock”. 2022년 5월 18일.
352. ↑  “AI bests Air Force combat tactics experts in simulated dogfights”. 《아르스 테크니카》. 2016년 6월 29일.
353. ↑  Jones, Randolph M.; Laird, John E.; Nielsen, Paul E.; Coulter, Karen J.; Kenny, Patrick; Koss, Frank V. (1999년 3월 15일). 《Automated Intelligent Pilots for Combat Flight Simulation》. 《AI Magazine》 20. 27쪽. doi:10.1609/aimag.v20i1.1438.
354. ↑  AIDA Homepage. Kbs.twi.tudelft.nl (17 April 1997). Retrieved 21 July 2013.
355. ↑  The Story of Self-Repairing Flight Control Systems. NASA Dryden. (April 2003). Retrieved 25 August 2016.
356. ↑  Adams, Eric (2017년 3월 28일). “AI Wields the Power to Make Flying Safer—and Maybe Even Pleasant”. 《Wired》. 2017년 10월 7일에 확인함.
357. ↑  Baomar, Haitham; Bentley, Peter J. (2016). 〈An Intelligent Autopilot System that learns flight emergency procedures by imitating human pilots〉. 《2016 IEEE Symposium Series on Computational Intelligence (SSCI)》. 1–9쪽. doi:10.1109/SSCI.2016.7849881. ISBN 978-1-5090-4240-1.
358. ↑  “UB invests in student-founded startup”. 《buffalo.edu》 (영어). 2020년 12월 24일에 확인함.
359. ↑  Success Stories 보관됨 4 10월 2011 - 웨이백 머신.
360. ↑  Padmanabhan, Jayashree; Johnson Premkumar, Melvin Jose (2015년 7월 4일). 《Machine Learning in Automatic Speech Recognition: A Survey》. 《IETE Technical Review》 32. 240–251쪽. doi:10.1080/02564602.2015.1010611.
361. ↑  Ahmed, Shimaa; Chowdhury, Amrita Roy; Fawaz, Kassem; Ramanathan, Parmesh (2020). 《Preech: A System for {Privacy-Preserving} Speech Transcription》 (영어). 2703–2720쪽. ISBN 978-1-939133-17-5.

## 더 읽어보기
- Kaplan, A.M.; Haenlein, M. (2018). 《Siri, Siri in my Hand, who's the Fairest in the Land? On the Interpretations, Illustrations and Implications of Artificial Intelligence》. 《Business Horizons》 62. 15–25쪽. doi:10.1016/j.bushor.2018.08.004.
- Kurzweil, Ray (2005). 《The Singularity is Near: When Humans Transcend Biology》. New York: Viking. ISBN 978-0-670-03384-3.
- National Research Council (1999). 〈Developments in Artificial Intelligence〉. 《Funding a Revolution: Government Support for Computing Research》. National Academy Press. ISBN 978-0-309-06278-7. OCLC 246584055.
- Moghaddam, M. J.; Soleymani, M. R.; Farsi, M. A. (2015). 《Sequence planning for stamping operations in progressive dies》. 《Journal of Intelligent Manufacturing》 26. 347–357쪽. doi:10.1007/s10845-013-0788-0.
- Felten, Ed (2016년 5월 3일). “Preparing for the Future of Artificial Intelligence”.